# Crucero (buque de pasajeros)

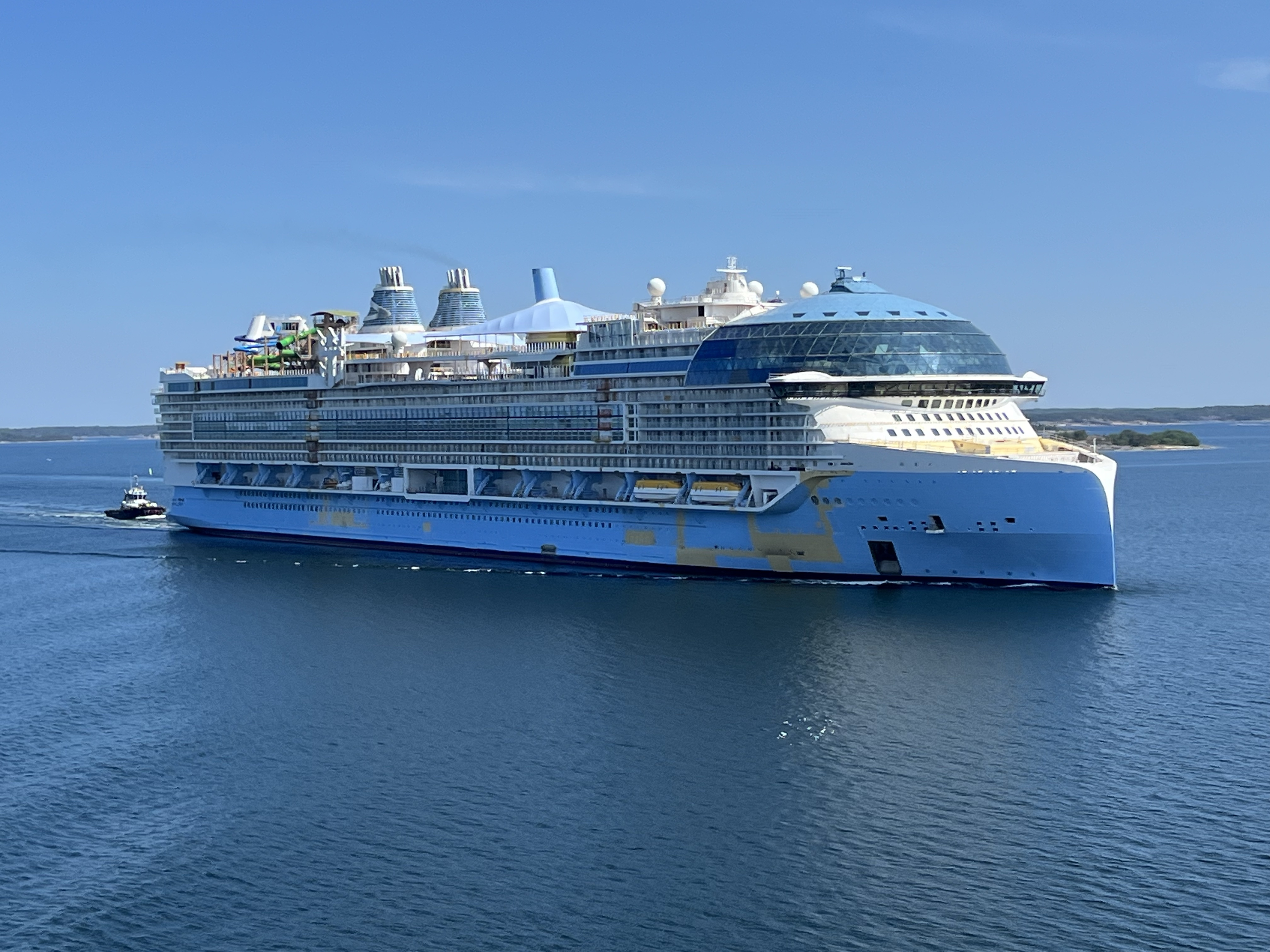
El Icon of the Seas es actualmente el mayor crucero del mundo.

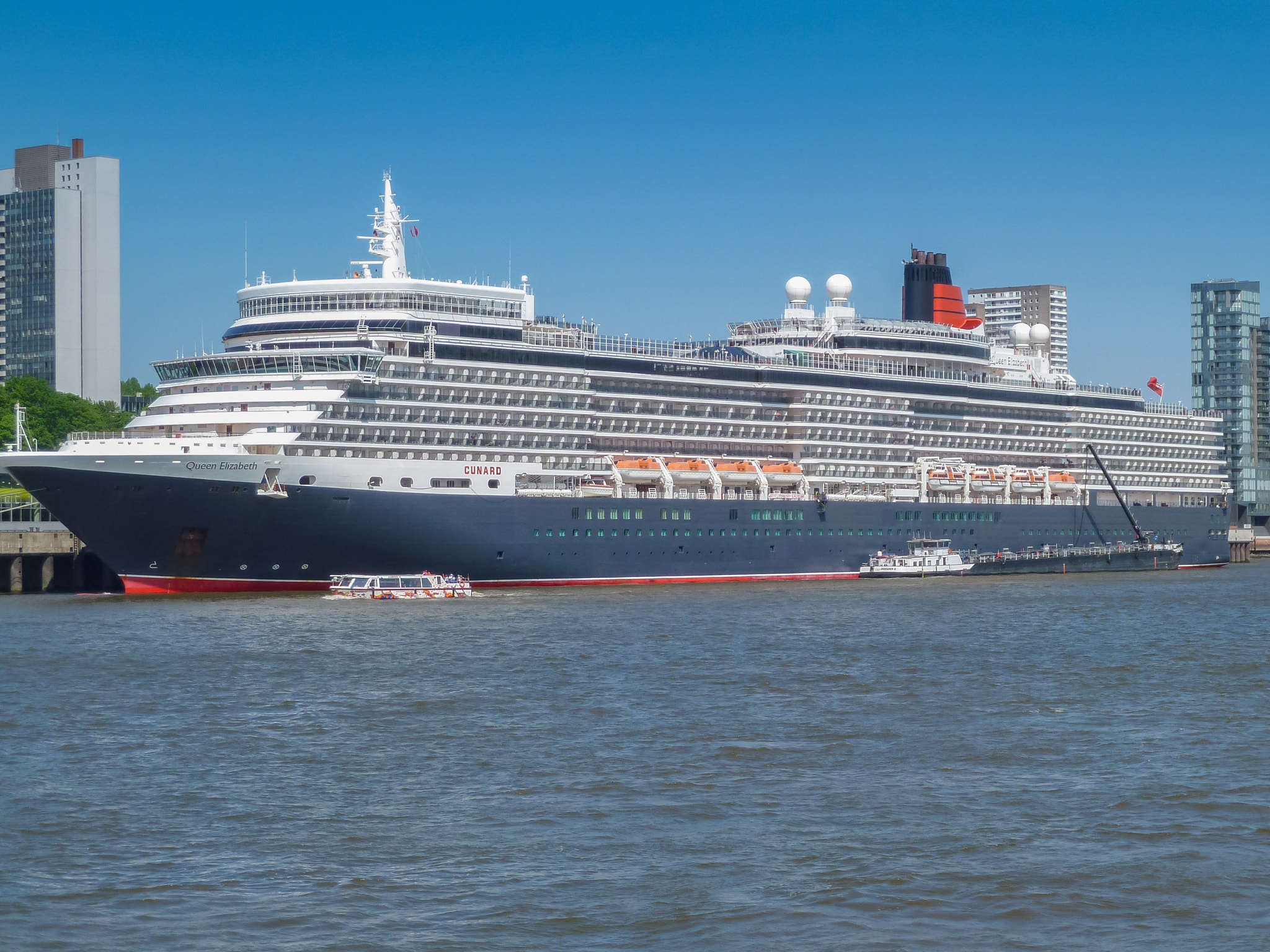
El Queen Elizabeth de la Cunard, que tiene aún denominación de transatlántico.

Un crucero es un tipo de barco de pasajeros que realiza viajes de placer. 
También se denomina  «crucero» al propio viaje a bordo de estos barcos. Se diferencia de un ferry y de un transatlántico en que, a diferencia de éstos, la propia experiencia en el barco es el objetivo del viaje. En transatlánticos y ferrys, el barco es un simple medio de transporte, pues el objetivo del pasajero es llegar del puerto de salida al puerto de destino. Tienen rutas regulares establecidas, al igual que las líneas de ferrocarril o autobús.
En un crucero, los servicios e instalaciones del propio barco y los diferentes destinos a lo largo de la travesía (puertos de escala) son ámbitos clave del viaje. Existen variedades de viajes en crucero, como los «cruceros de circuito cerrado» (viajes en los que el barco que devuelve a los pasajeros a su puerto original) o los «cruceros a ninguna parte», el barco hace travesías de 2-3 noches sin ningún puerto de escala.
Tradicionalmente, un transatlántico se construye con algunas características distintas a las de un crucero, como un mayor francobordo y un casco y proa más resistentes, para atravesar los mares agitados y las condiciones adversas de océanos abiertos como el Atlántico Norte. 
Sin embargo, la distinción entre transatlánticos y cruceros se ha difuminado en décadas recientes, particularmente con respecto al abanico de destinos, aunque las diferencias en la construcción permanecen. Los cruceros más grandes también se han embarcado en viajes largos y transoceánicos, donde pueden estar varios meses en alta mar.Los únicos transatlánticos que opera en la actualidad son los Queen Elizabeth, Queen Victoria, Queen Mary 2 y Queen Anne de la línea Cunard. Si bien siguen haciendo mayormente rutas regulares entre Europa y América, la denominación es mayormente debida al prestigio de la naviera.
En noviembre de 2022 había 302 cruceros operando en todo el mundo, con una capacidad combinada de 664.602 pasajeros. Los cruceros se han convertido en una parte importante de la industria del turismo, con un mercado estimado de 29.400 millones de dólares al año, y más de 19 millones de pasajeros transportados anualmente en todo el mundo a partir de 2011. El rápido crecimiento de la industria vio nueve o más barcos de nueva construcción que atienden a una clientela norteamericana añadida cada año desde 2001, así como otros que atienden a la clientela europea hasta que la pandemia de COVID-19 en 2020 provocó el cierre total de la industria durante unos meses.
Actualmente el Icon of the Seas, de Royal Caribbean, es el crucero más grande del mundo.

## Historia

### Orígenes: siglos XIX y principios del XX

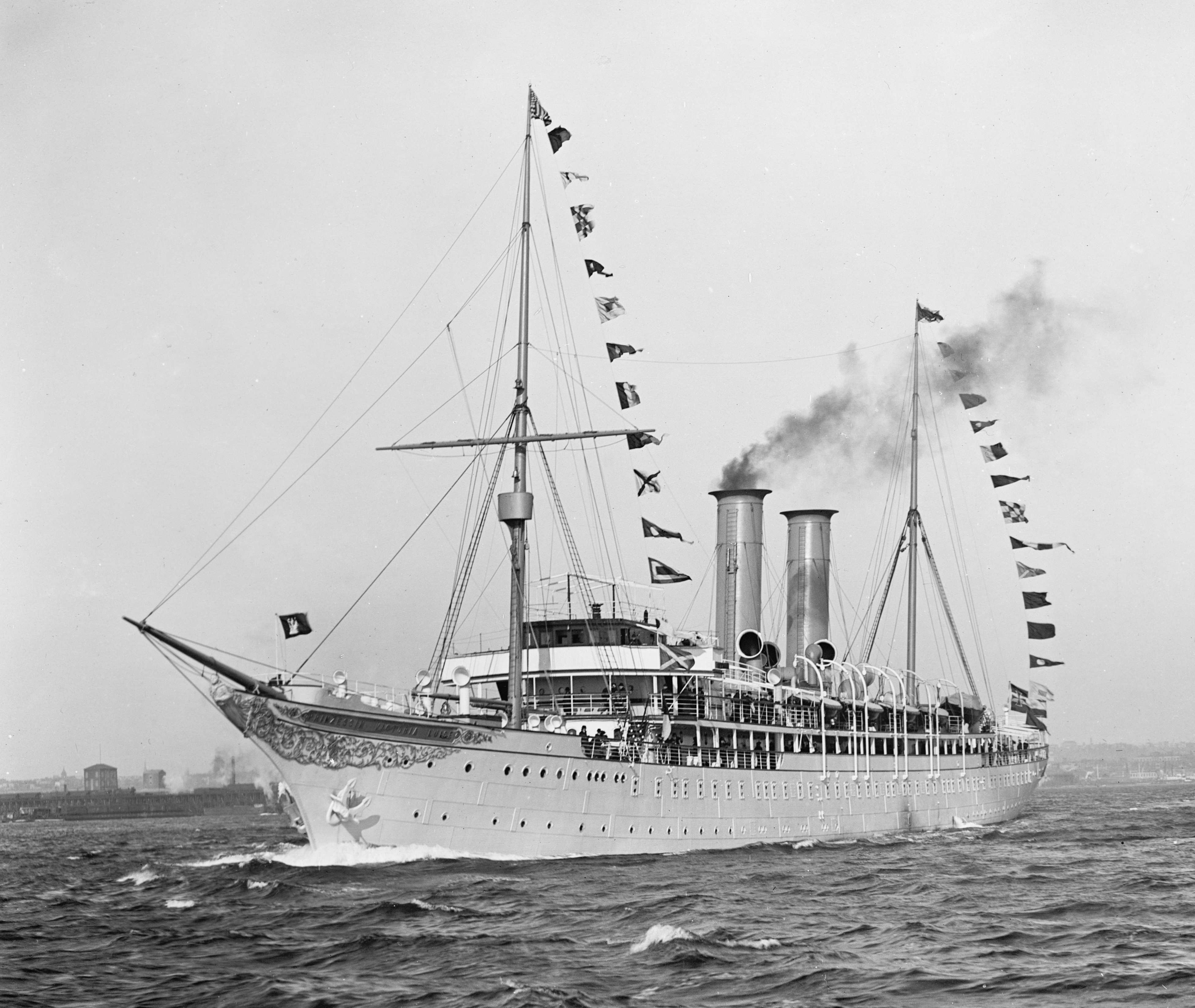
El Prinzessin Victoria Luise fue el primer crucero recreativo especialmente diseñado para ese fin.

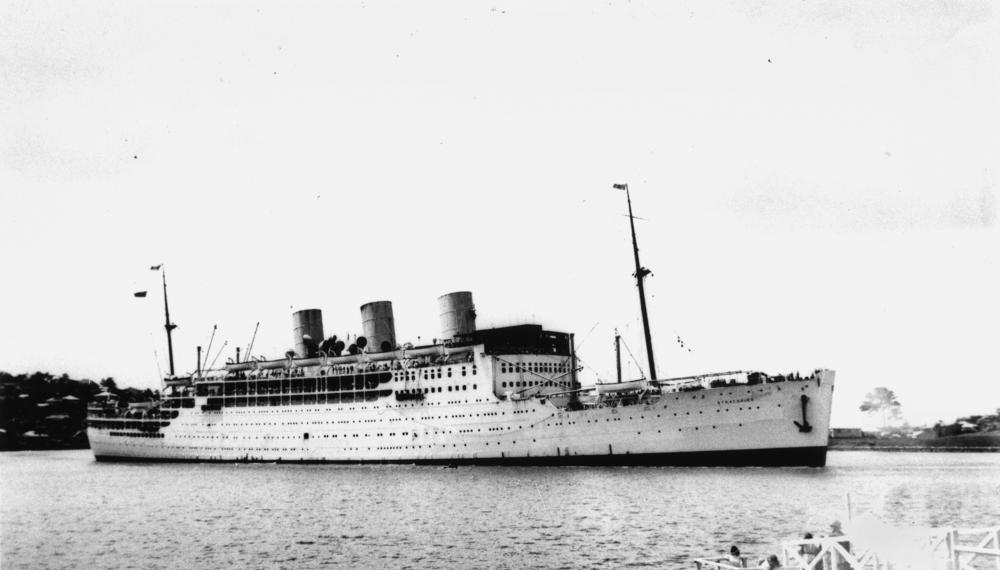
El Strathaird de la P&O, de la década de los años 30.

Italia, foco tradicional del Grand Tour, ofreció una experiencia de crucero prematura a bordo del Francesco I, que enarbolaba la bandera del Reino de las Dos Sicilias. Construido en 1831, el Francesco I zarpó de Nápoles a principios de junio de 1833, precedido de una campaña publicitaria. Nobles, autoridades y príncipes reales de toda Europa abordaron el crucero, que en poco más de tres meses zarpó hacia Taormina, Catania, Siracusa, Malta, Corfú, Patras, Delfos, Zante, Atenas, Esmirna y Constantinopla, ofreciendo a los pasajeros excursiones y visitas guiadas.
P&O introdujo por primera vez los servicios de cruceros para pasajeros en 1844, anunciando viajes por mar a destinos como Gibraltar, Malta y Atenas, zarpando de Southampton. Estos viajes, precursores de los cruceros modernos, fueron los primeros de este tipo. P&O Cruises es la compañía de cruceros más antigua del mundo. Posteriormente, la empresa introdujo viajes de ida y vuelta a destinos como Alejandría y Constantinopla. En la segunda mitad del siglo XIX, la compañía experimentó una rápida expansión y puso en servicio buques más grandes y lujosos para atender a un mercado en constante expansión. Entre los buques más destacados de la época se encuentran el Ravenna, construido en 1880, que se convirtió en el primer barco construido con una superestructura totalmente de acero, y el Valetta, construido en 1889, que fue el primer barco en utilizar luces eléctricas.
El crucero del barco alemán Augusta Victoria por el mar Mediterráneo y Oriente Próximo del 22 de enero al 22 de marzo de 1891, con 241 pasajeros (incluidos Albert Ballin y su esposa), popularizó los cruceros a un mercado más amplio. Christian Wilhelm Allers publicó un relato ilustrado del mismo como Backschisch (Baksheesh).
El primer barco construido exclusivamente para cruceros de lujo fue el Prinzessin Victoria Luise del Imperio Alemán, diseñado por Albert Ballin, director general de la línea Hamburgo-América. El barco se terminó en el año 1900.
La práctica de los cruceros de lujo se abrió paso en el mercado de las travesías transatlánticas. A finales del siglo XIX, Albert Ballin, director de la Hamburg-America Line, fue el primero en enviar sus transatlánticos en largos cruceros por el sur durante las peores temporadas invernales del Atlántico Norte. Otras compañías siguieron su ejemplo. Algunas de ellas construyeron buques especializados diseñados para facilitar la transformación entre travesías de verano y cruceros de invierno.
En 1897, tres transatlánticos de lujo, todos de propiedad europea, ofrecían transporte entre Europa y América del Norte. En 1906 el número había aumentado a siete. La británica Inman Line era propietaria de la City of Paris, la Cunard Line tenía el Campania y el Lucania. La White Star Line era propietaria del Majestic y Teutonic. La Lorraine y La Savoie navegaron para la Compagnie Générale Transatlantique francesa.
A partir de 1920 se convirtió en un «deber» para las clases sociales altas, y se consideró el viaje de moda, que dotó de una identidad propia al crucero como símbolo de relajación, exclusividad, entretenimiento y calidad.
Hacia 1930 y ya expuesto en cualquier medio de comunicación, el crucero comenzó a ser una llamada a la "revolución social". Era una forma alternativa de disfrutar de ciertas comodidades y privilegios restringidos en tierra, ya que a unas millas náuticas los pasajeros se encontraban fuera en aguas internacionales.
Esto marcó el inicio de una nueva generación de barcos más lujosos, en los que la premisa esencial era ser más grandes, tener mayor capacidad, ofrecer más calidad, aportar más confort y obedecer al sentido del glamur. Los grandes países como Estados Unidos, Alemania, Gran Bretaña y Francia competían por ser los más fuertes del mercado y ser el referente mundial. Entre ellos destacó el RMS Queen Mary que ahora se encuentra como hotel flotante en Long Beach, California, EE. UU.
El mayor ingenio de la época fue la botadura del SS United States, capaz de alcanzar velocidades superiores a los 35 nudos. Desde 1967 se encuentra en un muelle de Filadelfia, propiedad de Norwegian Cruise Line. En esa batalla por ser el más innovador y el más rápido, la compañía americana Furness Withy & Company Ltd consiguió construir el primer buque llamado Ocean Monarch (después de la Segunda Guerra Mundial). Hizo su inauguración oficial en 1951 en el trayecto entre Nueva York y Bermudas.

### De transatlánticos de lujo a "megabuques": de los 60 a la actualidad

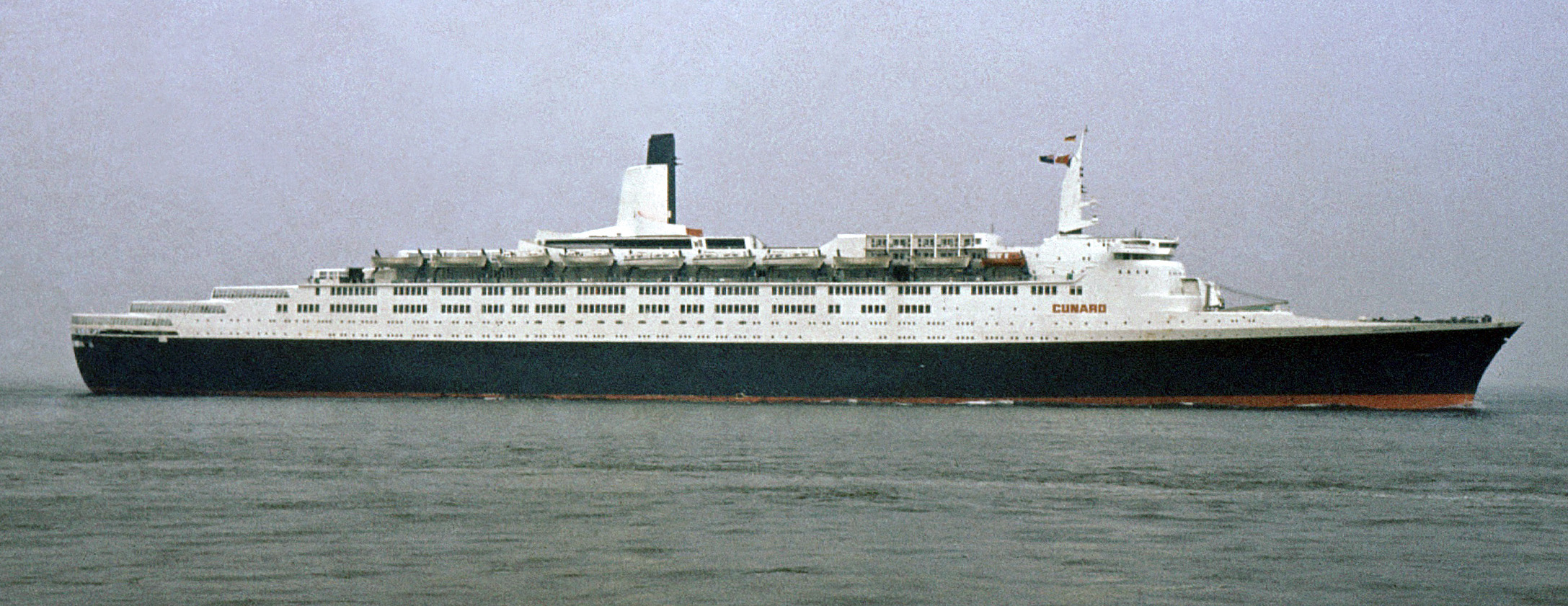
El Queen Elizabeth 2 de Cunard Line en su configuración original. Fue construido tras la llegada del avión a reacción, era convertible entre trasatlántico y crucero, y prestó servicio hasta 2008.

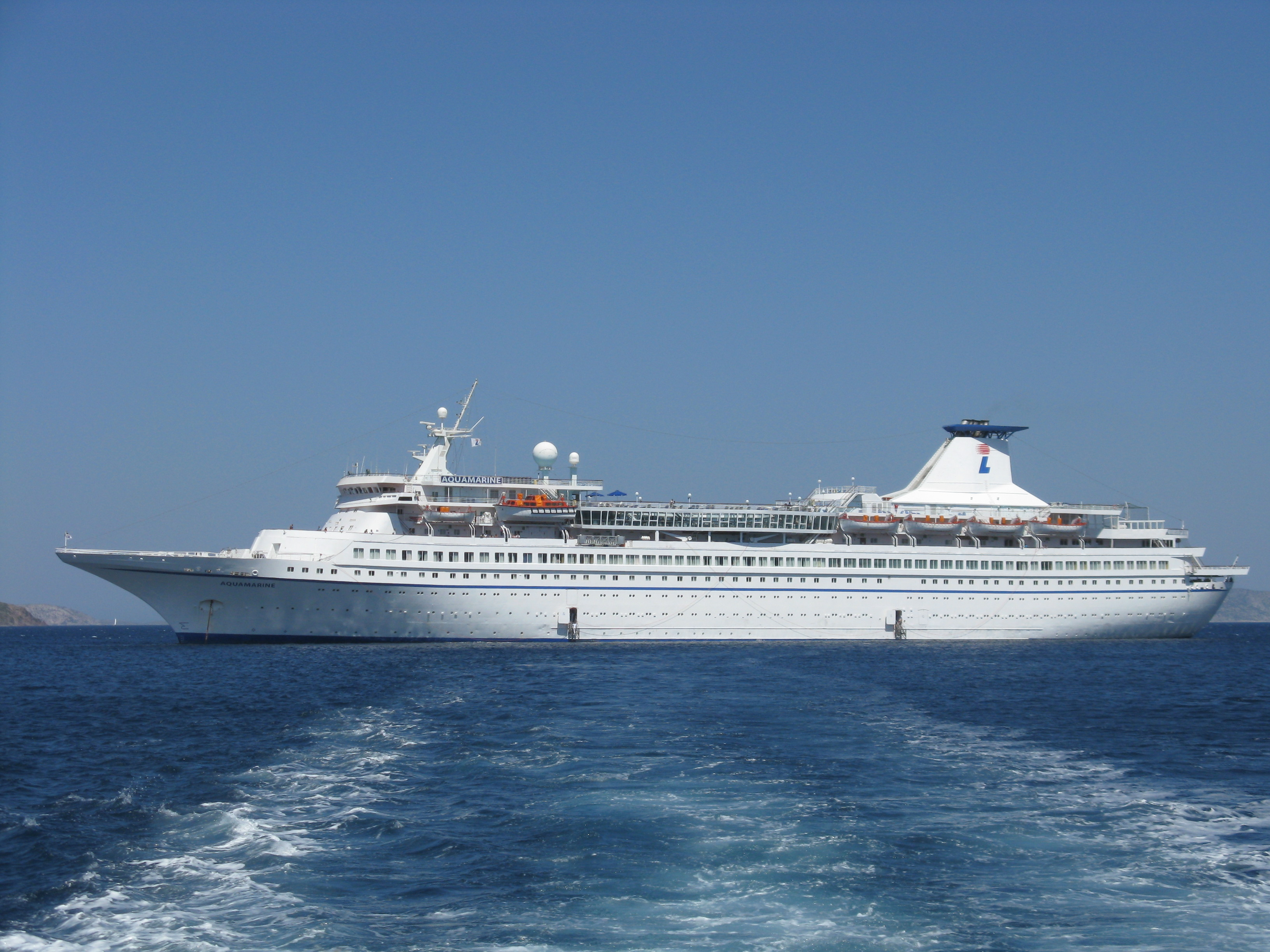
El Ocean Star Pacific fue uno de los primeros barcos en ser diseñados como cruceros modernos.

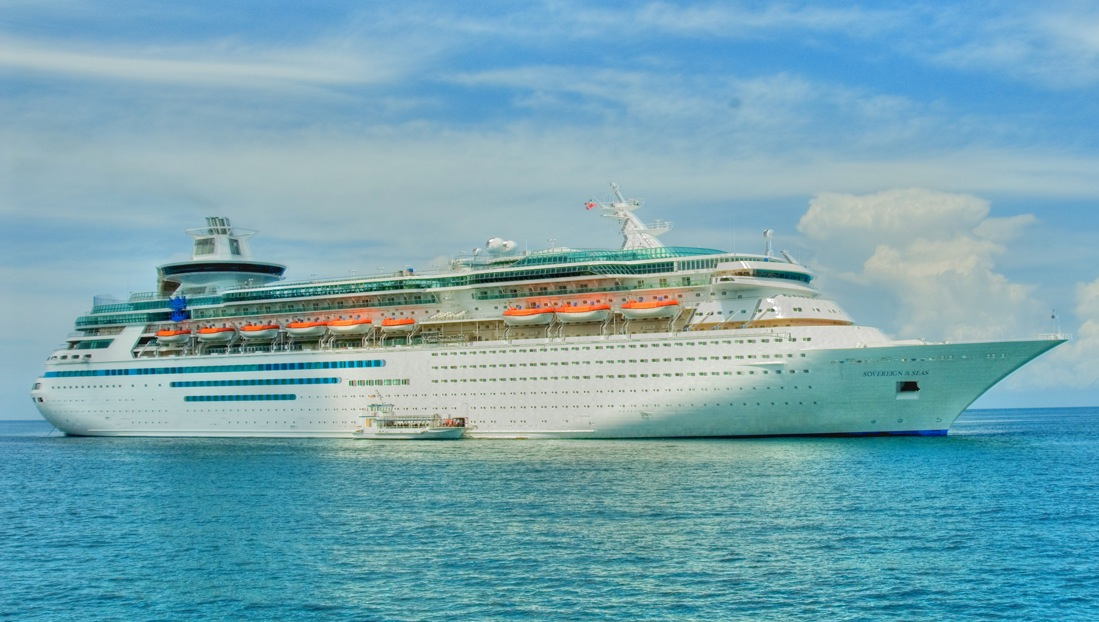
El Sovereign of the Seas fue el primero de los cruceros de clase Sovereign de Royal Caribbean International.

Con la llegada de los grandes aviones comerciales como el Boeing 747 que podían transportar centenares pasajeros desde la década de 1960, los viajeros intercontinentales pasaron de los barcos a los aviones, lo que provocó un declive progrsivo del tráfico de transatlánticos. Ciertas características de los antiguos transatlánticos los hacían inadecuados para las tareas de crucero, como el elevado consumo de combustible, el gran calado que les impedía entrar en puertos poco profundos y los camarotes (a menudo sin ventanas) diseñados para maximizar el número de pasajeros en lugar de la comodidad. 
A finales de los años 50 y 60, buques como el SS Rotterdam (1959) de Holland America Line, el SS France (1961) de la French Line y el Queen Elizabeth 2 (1969) de Cunard Line se diseñaron para cumplir la doble función de transatlántico durante los meses de verano del hemisferio norte y de crucero en invierno, incorporando puertas y deflectores que podían abrirse o cerrarse para dividir las clases o abrir el buque a una sola clase, en la que todos los pasajeros recibían aproximadamente la misma calidad de atraque y la mayoría de las mismas instalaciones. (Los pasajeros de los camarotes de ciertas clases del Queen Elizabeth 2 sólo tenían acceso a determinados comedores).
Los servicios de transatlánticos destinados a pasajeros casi cesaron en los años 1970 y 1980. El Rotterdam se puso en servicio de crucero permanente, al igual que el France, aunque modificado y rebautizado como Norway en 1980, como parte de Norwegian Cruise Line. Esto convirtió al Noruega, entonces el barco de pasajeros más grande del mundo, en el primer "megacrucero". Cunard, por otro lado, si bien puso el Queen Elizabeth 2 en más cruceros, también mantuvo la tradición regular de cruces transatlánticos durante todo el año, aunque con un mayor enfoque en los pasajeros de placer, atendiendo a un nicho de mercado de aquellos que apreciaban estar varios días en mar. Se contrataron celebridades internacionales para realizar actos a bordo, además de cabarets, y con la adición de un casino y otras instalaciones de entretenimiento, la travesía se anunció como unas vacaciones en sí misma.

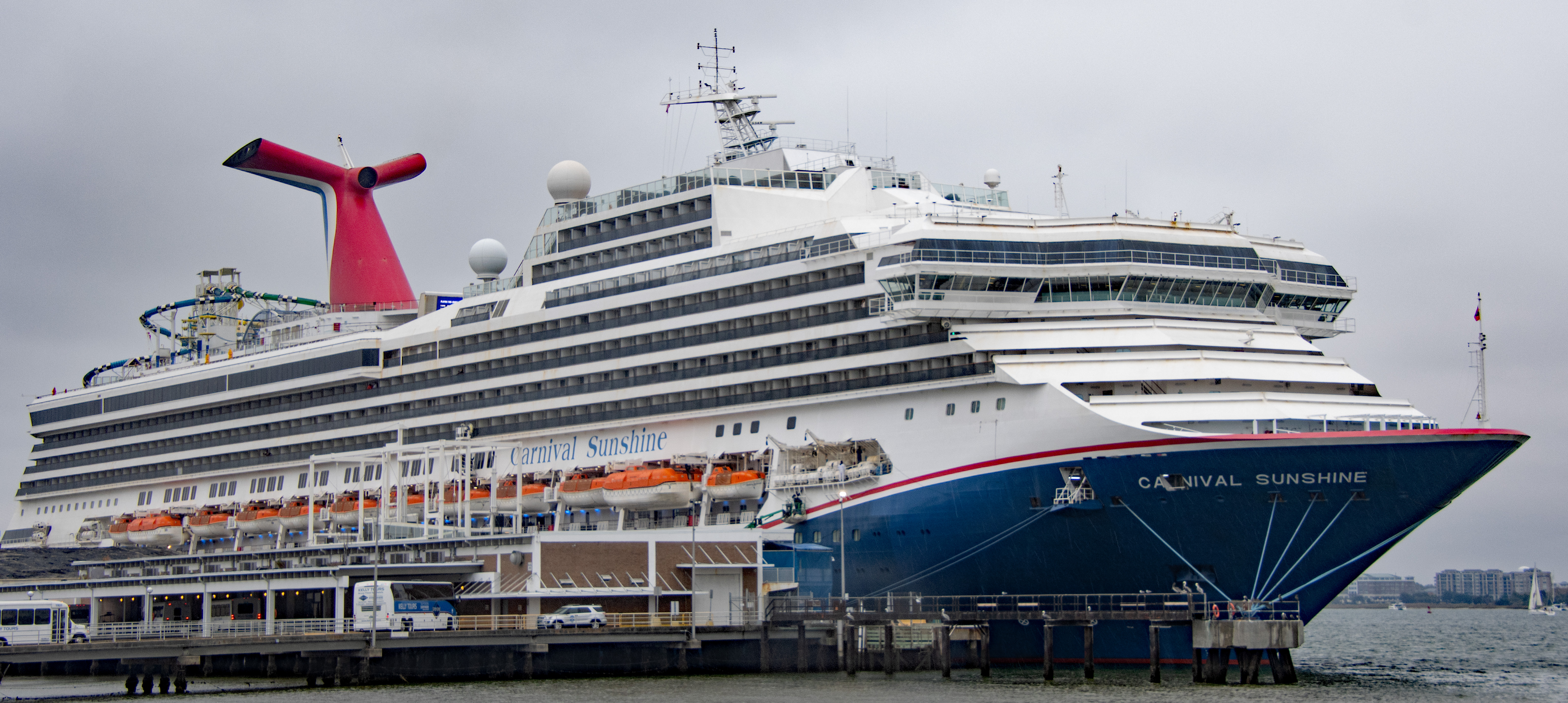
El Carnival Destiny (en la imagen ya reformado y renombrado como Carnival Sunshine) fue el primer crucero en superar las 100.000 toneladas brutas.

La serie de televisión de la década de 1970 The Love Boat ayudó a popularizar el concepto como una oportunidad romántica para las parejas. Otro barco que hizo esta transición fue el SS Norway, originalmente el transatlántico SS France y luego convertido para tareas de crucero como el primer "súper barco" del Mar Caribe.
Los cruceros contemporáneos construidos a finales de la década de 1980 y posteriormente, como la clase Sovereign que rompió el récord de tamaño mantenido durante décadas por el Norway, mostraban características de tamaño antes reservadas a los transatlánticos. Los barcos de la clase Sovereign fueron los primeros "megabuques" construidos específicamente para el mercado de cruceros masivos. También fueron la primera serie de cruceros que incluyeron un vestíbulo de varios pisos con un ascensor de cristal y tenían una sola cubierta dedicada exclusivamente a camarotes con balcones privados, en lugar de camarotes con vista al mar. Otras líneas de cruceros pronto lanzaron barcos con atributos similares, como la clase Fantasy, que condujo a la clase Vista tipo Panamax, diseñada de tal manera que dos tercios de los camarotes con vista al mar tienen balcones. Como las suites con terraza eran particularmente lucrativas para las líneas de cruceros, algo que faltaba en los transatlánticos más antiguos, los cruceros recientes han sido diseñados para maximizar tales comodidades y han sido descritos como "condominios flotantes cargados de balcones".

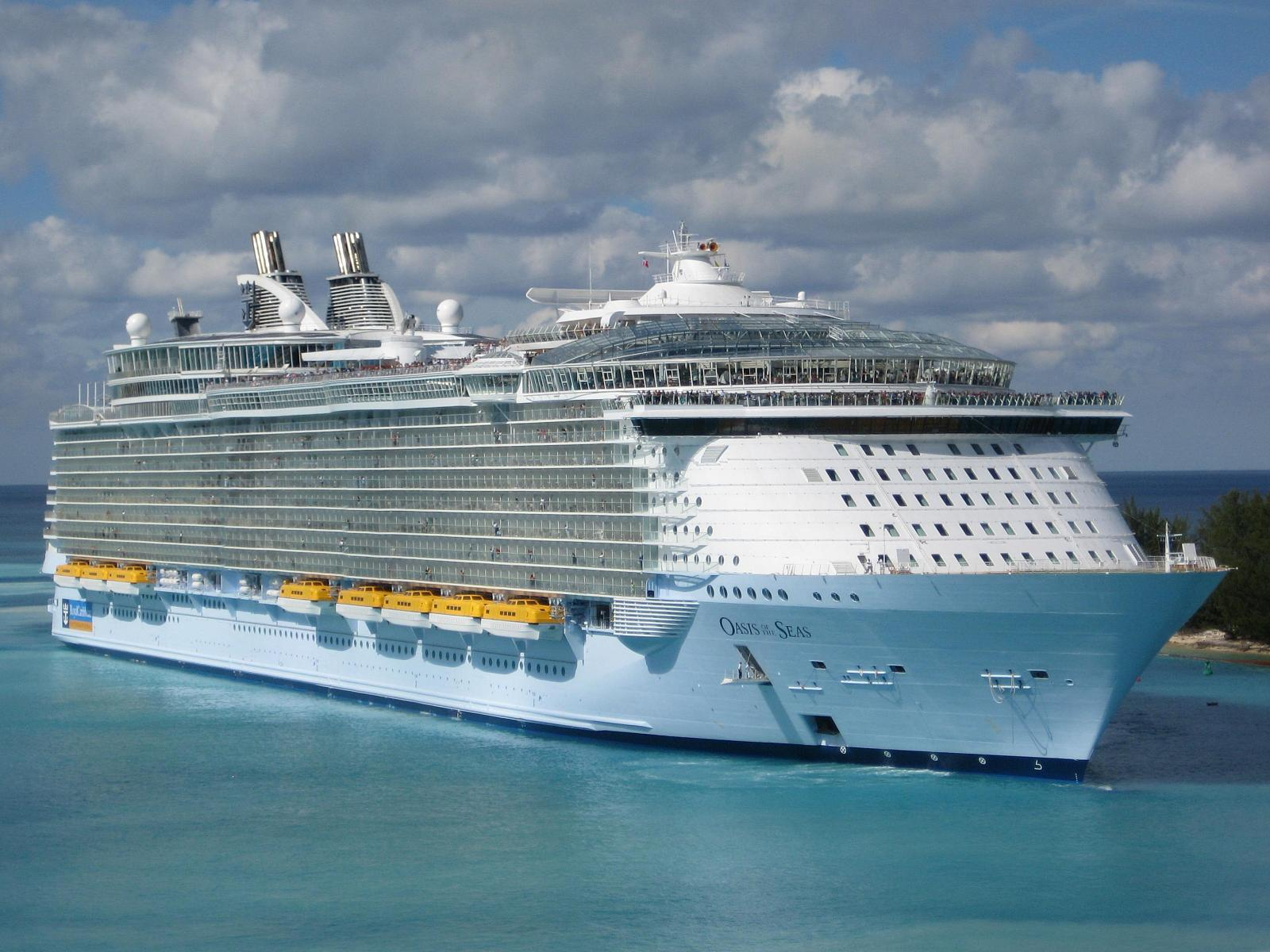
El Oasis of the Seas fue el primer barco de la clase Oasis de Royal Caribbean International, y el primero en superar las 200.000 toneladas brutas.

Hasta 1975-1980, los cruceros ofrecían juego de tejo, tumbonas, "bebidas con sombrillas y poco más para unos cientos de pasajeros". Después de 1980, ofrecieron comodidades cada vez mayores. A partir de 2010, los barcos del tamaño de una ciudad tienen docenas de comodidades.
Se han incorporado nueve o más cruceros nuevos cada año desde 2001, incluidos los 11 miembros de la clase Vista antes mencionada, y todos con 100.000 toneladas o más. El único transatlántico real que se completó en los últimos años fue el Queen Mary 2 de Cunard Line en 2004. Tras el retiro de su compañero, el Queen Elizabeth 2, en noviembre de 2008, el Queen Mary 2 es el único transatlántico que opera en un servicio transatlántico programado, aunque también ve un servicio significativo en las rutas de cruceros.

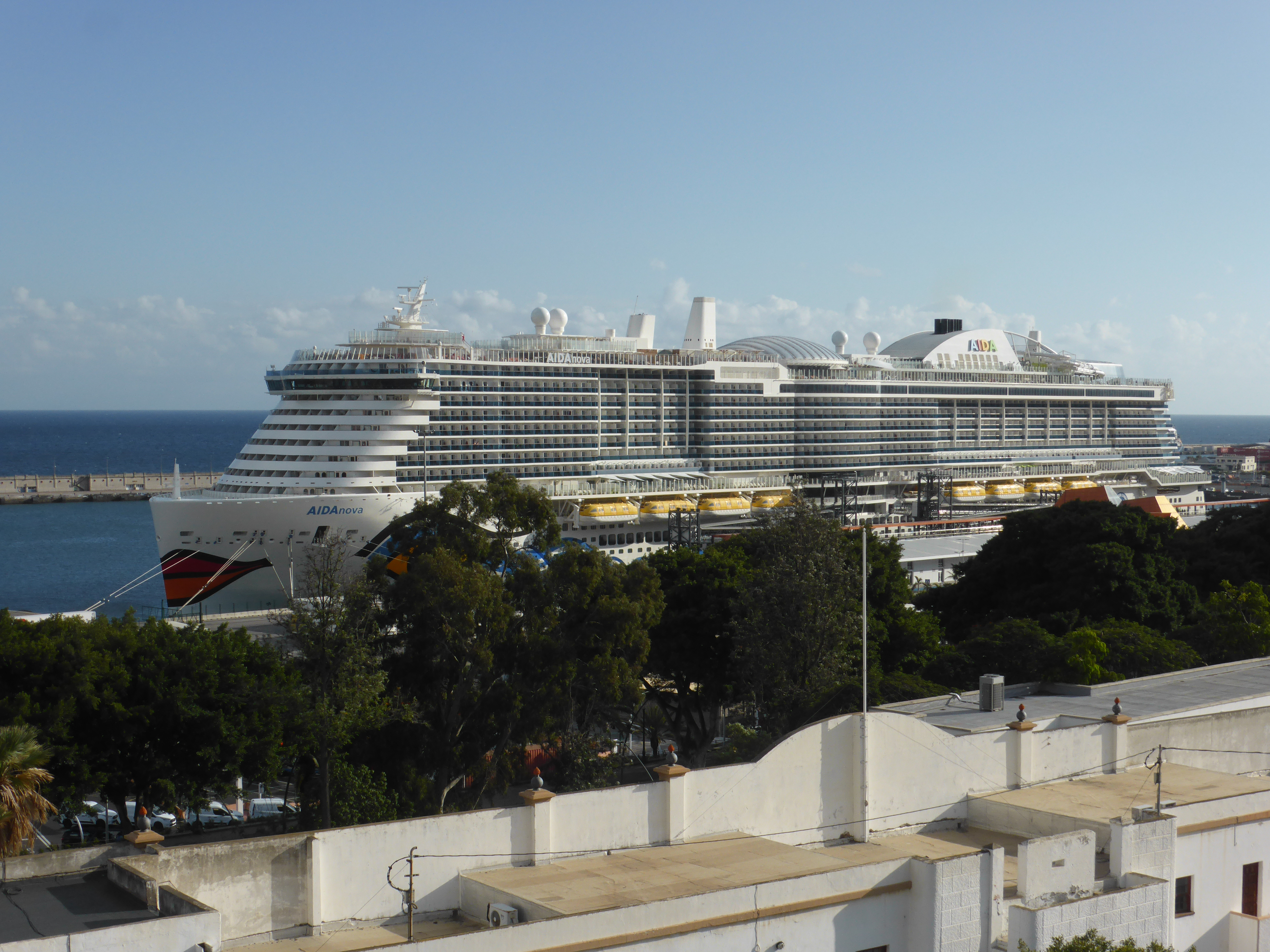
El AIDAnova es el primer crucero que puede operar completamente con gas natural licuado (GNL).

El Queen Mary 2 fue durante un tiempo el barco de pasajeros más grande antes de ser superado por los barcos de clase Freedom de Royal Caribbean International en 2006. Los barcos de clase Freedom fueron a su vez superados por los barcos de clase Oasis de RCI que entraron en servicio en 2009 y 2010. Una característica distintiva de los barcos de clase Oasis es la estructura de atrio dividido, posible gracias al extraordinario ancho del casco, con las áreas exteriores de Central Park y Boardwalk de 6 pisos de altura que se extienden por el centro del barco y terrazas en todas las cubiertas.
En dos cortas décadas (1988-2009), los cruceros de la clase más grande han crecido un tercio más (268 metros a 360 m), casi duplicaron sus anchos (32,2 metros a 60,5 m), duplicó el total de pasajeros (2.744 a 5.400) y triplicó su volumen (73.000 a 225.000 toneladas). Además, los "megabuques" pasaron de una sola cubierta con terrazas a todas las cubiertas con terrazas.

### Cruceros fluviales

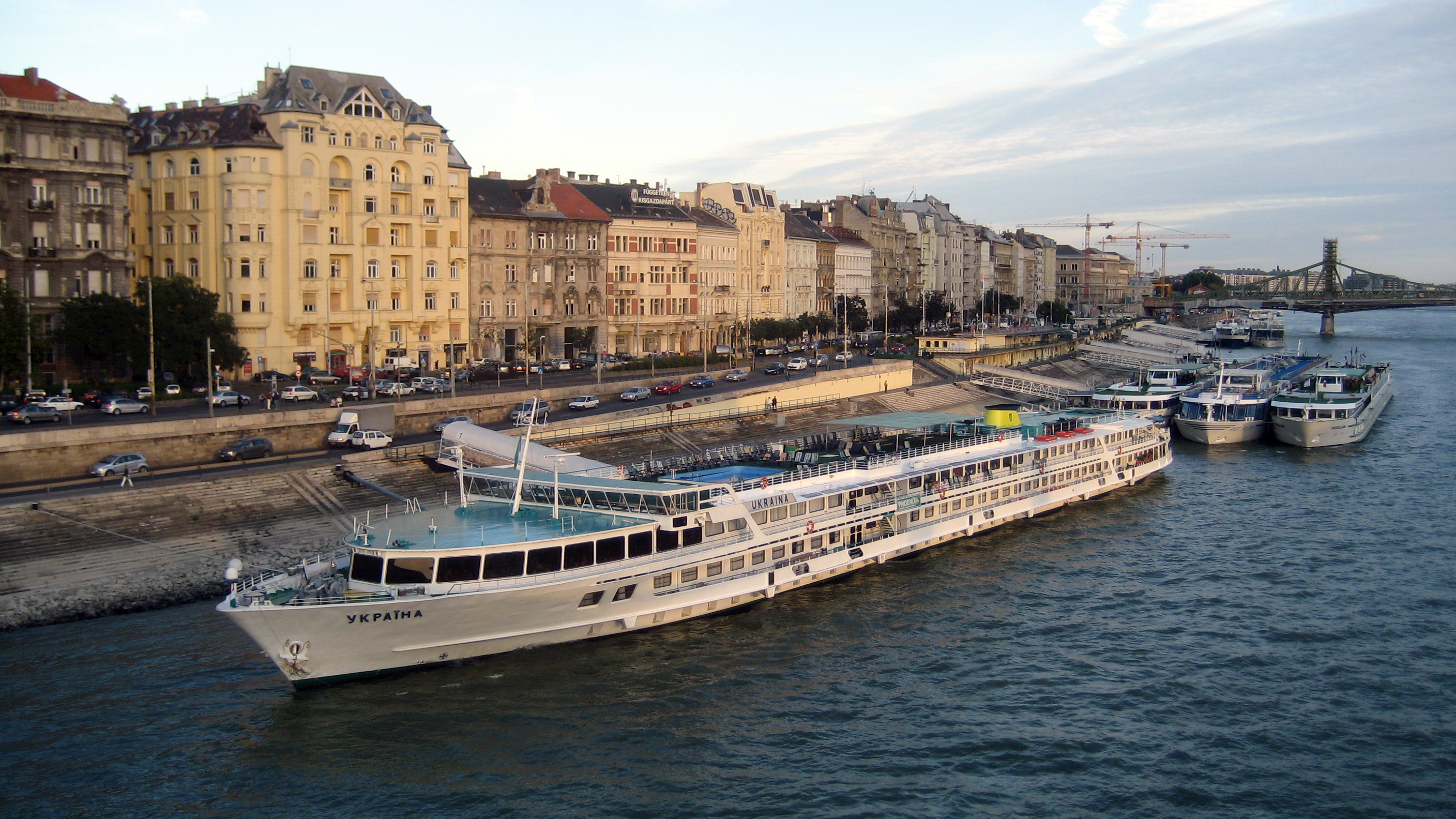
Cruceros fluviales atracados en el río Danubio en Budapest.

Un crucero por el río es un viaje a lo largo de vías navegables interiores, que a menudo se detiene en varios puertos a lo largo del camino. Dado que las ciudades y pueblos a menudo crecieron alrededor de los ríos, los cruceros fluviales a menudo atracan en el centro de las ciudades y pueblos.
Cruceros de un día por el de río son excursiones de un día que van desde 30 minutos hasta un día completo. Pueden ser de barcos que transportan tan solo 10 personas a miles. Dicho crucero se basa típicamente en una ciudad con un río que fluye a través del centro (por ejemplo, Ámsterdam, Bangkok, Londres, París, Buenos Aires) o un área de belleza natural, como en el río Hudson, Rin, Támesis o el Amazonas.

## Lista de líneas de cruceros

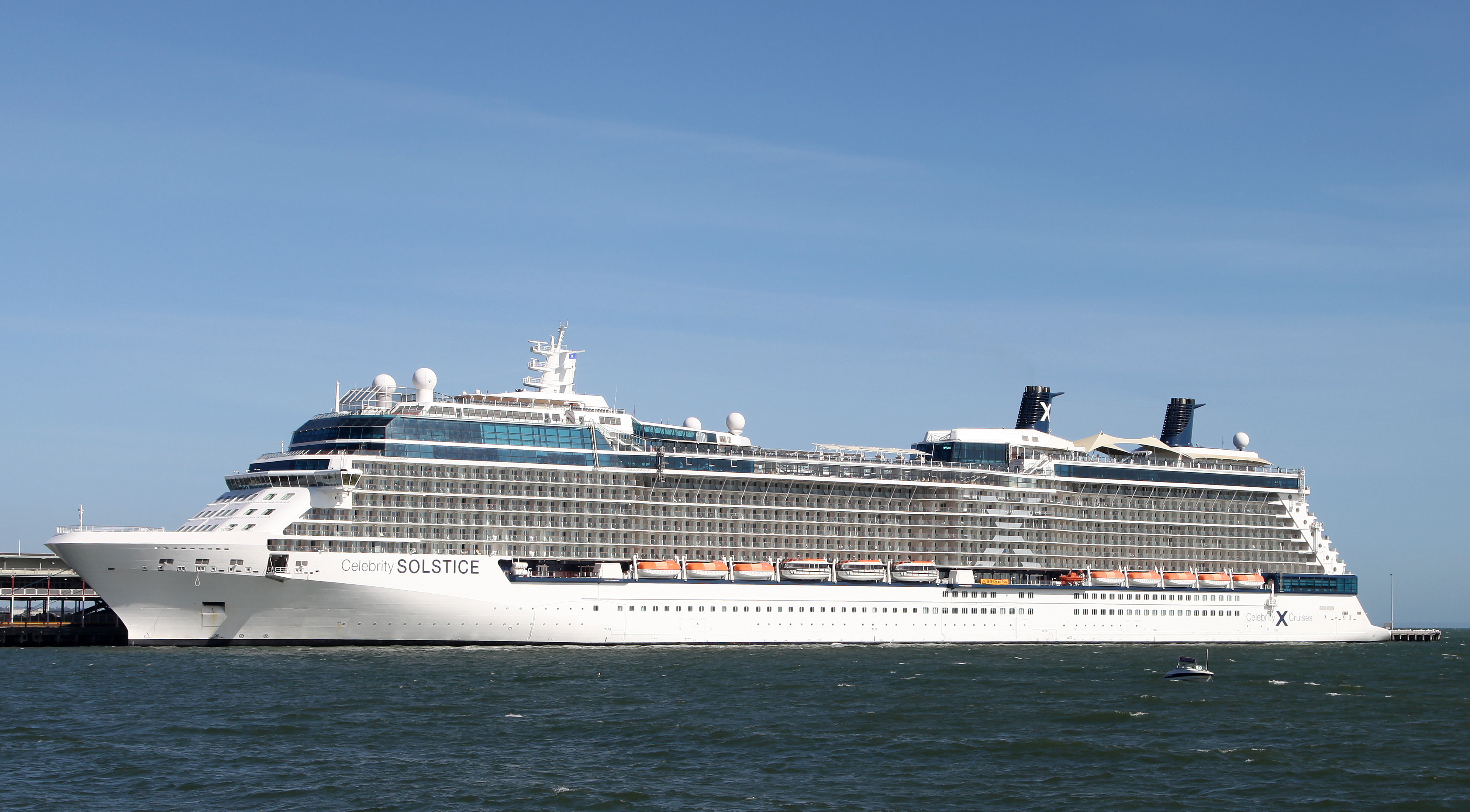
Celebrity Solstice es el primer barco de la clase Solstice de Celebrity.

Las compañías que ofrecen experiencias de cruceros se denominan líneas de cruceros, que son empresas que venden viajes de cruceros al público. Las líneas de cruceros tienen un carácter dual: en parte se dedican al transporte y en parte al ocio, una dualidad que se traslada a los propios barcos, que cuentan con una tripulación dirigida por el capitán del barco y un personal de hospitalidad dirigido por el equivalente a un director de hotel. Entre las compañías de cruceros, algunas son descendientes directas de las compañías tradicionales de transporte de pasajeros (como Cunard), mientras que otras se fundaron a partir de los años 60 específicamente para cruceros.
Históricamente, el negocio de los cruceros ha sido volátil. Los buques son grandes inversiones de capital con elevados costes de explotación. Una disminución persistente de las reservas puede poner a una empresa en peligro financiero. Las compañías de cruceros han vendido, renovado o cambiado el nombre de sus barcos para adaptarse a las tendencias de los viajes. Las líneas de cruceros operan sus buques casi constantemente. Si el mantenimiento no está programado, puede dar lugar, potencialmente, a miles de clientes insatisfechos.

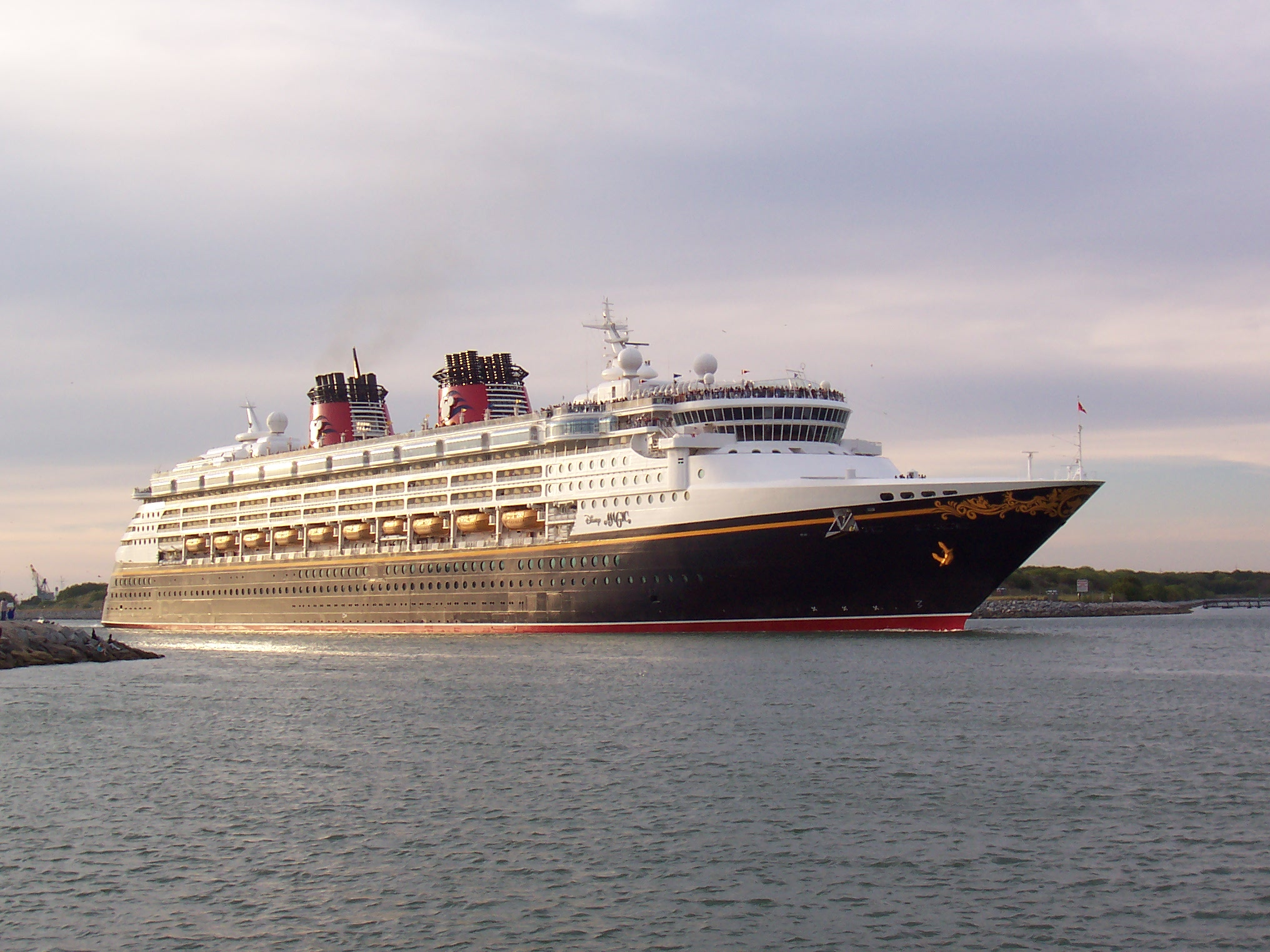
El crucero Disney Magic de Disney Cruise Line sale de Puerto Cañaveral

Una oleada de quiebras y consolidaciones en la década de 1990 hizo que muchas líneas de cruceros fueran compradas por holdings mucho mayores y siguieran operando como "marcas" o filiales del holding. Las marcas se mantienen en parte por la expectativa de fidelidad de los clientes, y también para ofrecer distintos niveles de calidad y servicio. Por ejemplo, Carnival Corporation & plc es propietaria tanto de Carnival Cruise Line, cuya imagen anterior eran buques con fama de "barcos de fiesta" para viajeros jóvenes, pero que se han convertido en grandes y modernos, aunque siguen siendo rentables, como de Holland America Line y Cunard Line, cuyos barcos cultivan una imagen de elegancia clásica. En 2004, Carnival había fusionado la sede de Cunard con la de Princess Cruises en Santa Clarita (California), para poder combinar los servicios administrativos, financieros y tecnológicos, poniendo fin a la historia de Cunard en la que había operado como compañía independiente (filial) independientemente de la propiedad de la matriz. Sin embargo, Cunard recuperó cierta independencia en 2009, cuando su sede se trasladó a Carnival House en Southampton.
La práctica habitual en el sector de los cruceros a la hora de enumerar las transferencias y los pedidos de buques de crucero consiste en enumerar la compañía operadora más pequeña, y no la sociedad de cartera más grande, como la línea de cruceros receptora de la venta, transferencia o nuevo pedido. En otras palabras, Carnival Cruise Line y Holland America Line, por ejemplo, son las líneas de cruceros desde el punto de vista de esta práctica común del sector; mientras que Carnival Corporation & plc y Royal Caribbean Group, por ejemplo, pueden considerarse sociedades holding de líneas de cruceros. Esta práctica del sector de utilizar la compañía operadora más pequeña, y no la sociedad de cartera más grande, también se sigue en la lista de líneas de cruceros y en las revisiones de las líneas de cruceros realizadas por los miembros.

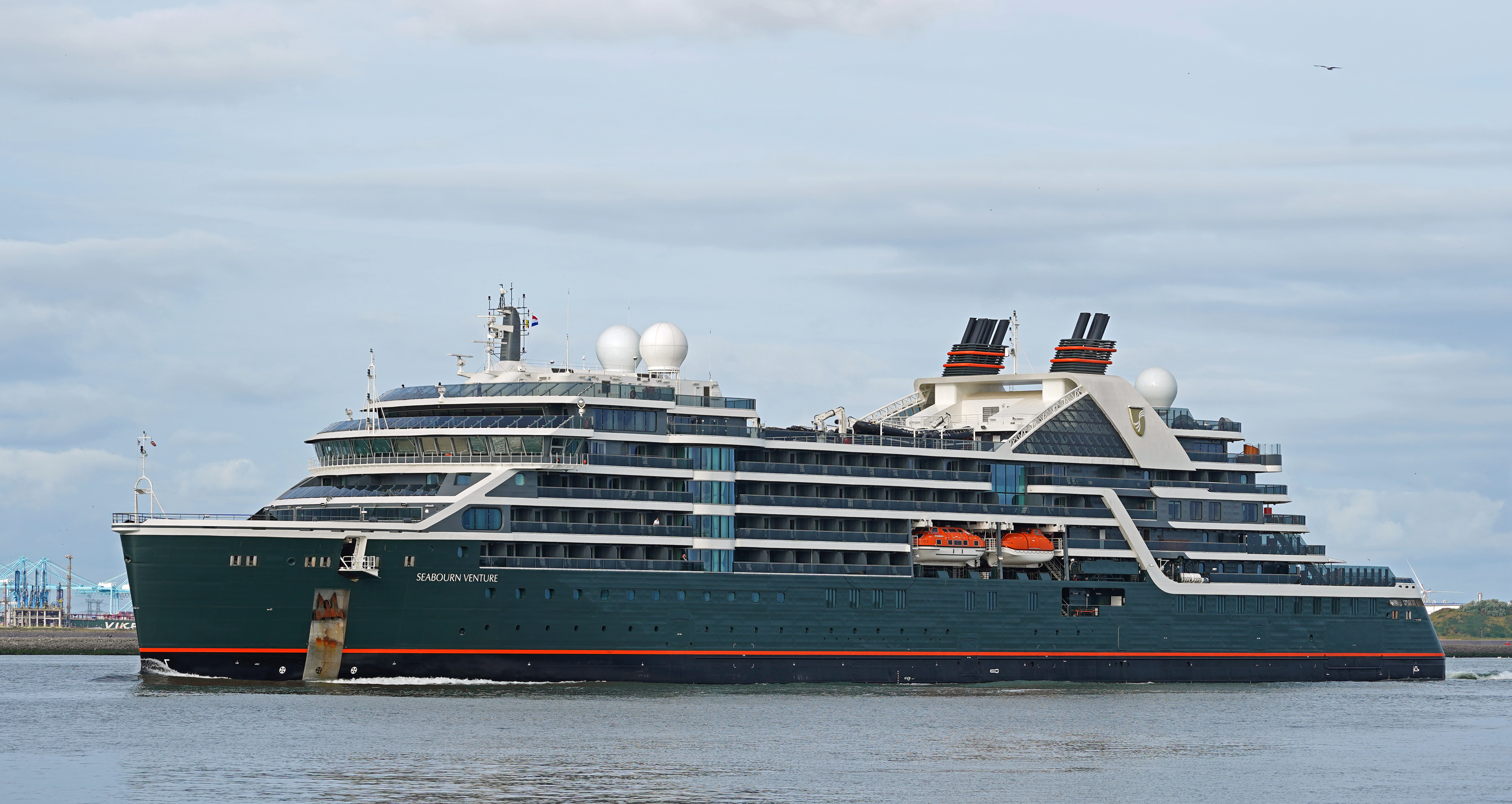
El crucero de lujo Seabourn Venture de Seabourn Cruise Line

Algunas líneas de cruceros tienen especialidades; por ejemplo, Saga Cruises sólo permite pasajeros mayores de 50 años a bordo de sus barcos, y Star Clippers y antes Windjammer Barefoot Cruises y Windstar Cruises sólo operan veleros de mástiles altos. Regent Seven Seas Cruises opera buques de tamaño medio -más pequeños que los "megabuques" de Carnival y Royal Caribbean- diseñados de forma que prácticamente todas sus suites tienen balcón. Varias líneas especializadas ofrecen "cruceros de expedición" o sólo operan buques pequeños, que visitan determinados destinos como el Ártico y la Antártida, o las islas Galápagos. Algunas compañías de cruceros de lujo son Seabourn Cruise Line y Regent Seven Seas Cruises. El John W. Brown, que formó parte de la Marina Mercante de los Estados Unidos durante la Segunda Guerra Mundial antes de convertirse en barco museo, sigue navegando varias veces al año en cruceros de seis horas de duración que recorren el puerto de Baltimore, el río Patapsco y la bahía de Chesapeake, y es el mayor crucero de bandera estadounidense de la costa este.
En 2021, la industria de cruceros se estimó en alrededor de 23,8 mil millones de dólares con 13,9 millones de pasajeros anuales. El número total de camarotes en todos los cruceros del mundo asciende a menos del 2% de las habitaciones de hotel del mundo.
Las cuatro principales operadoras que tienen la mayor parte de la cuota del negocio de los cruceros actualmente son:
- Carnival Corporation & plc (tiene 10 líneas de cruceros)
- Royal Caribbean Group (tiene 3 líneas de crucero)
- Norwegian Cruise Line Holdings (tiene 3 líneas de crucero)
- MSC Crociere (1 línea de cruceros)

## Organización

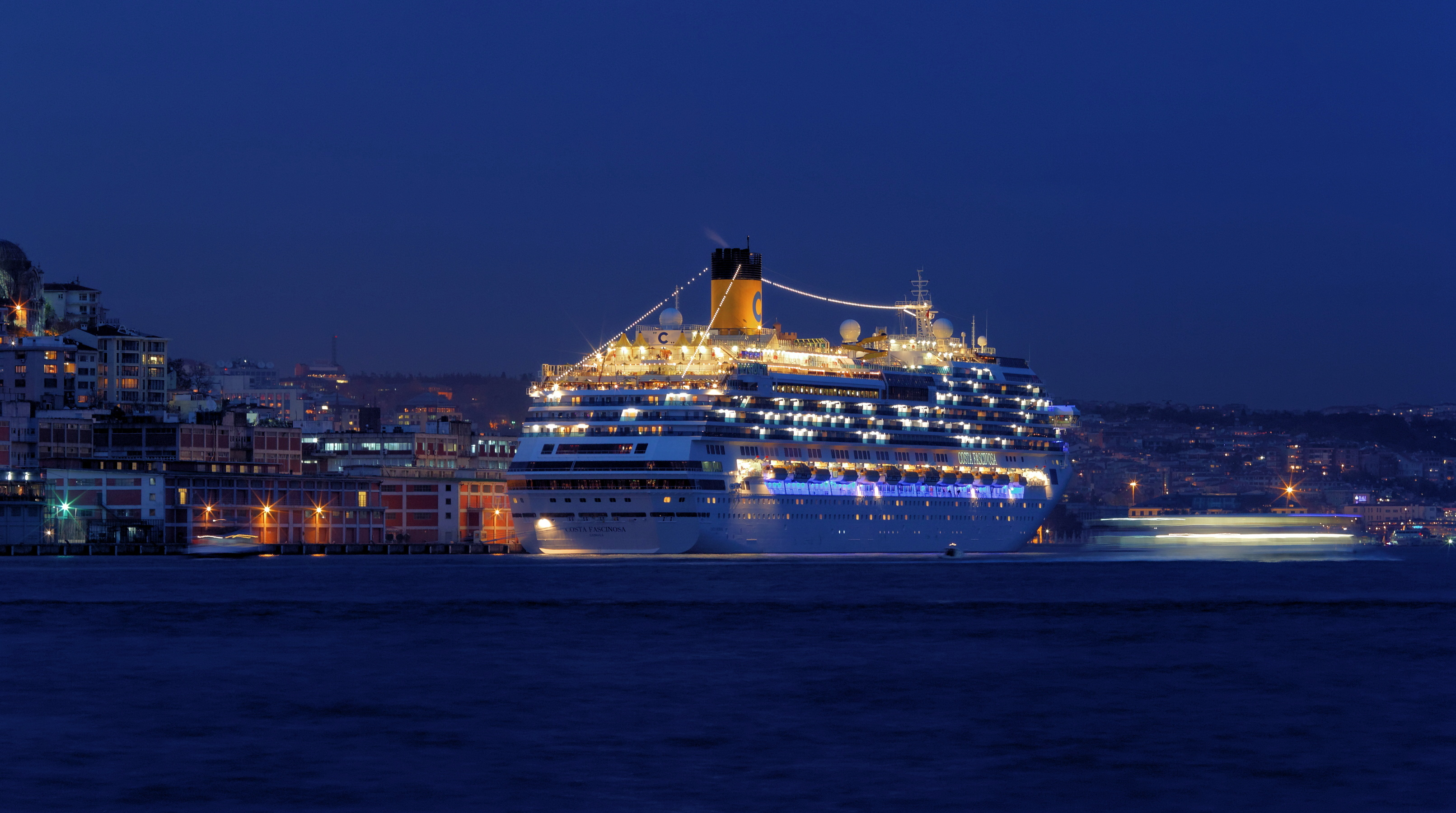
El Costa Fascinosa iluminado por la noche.

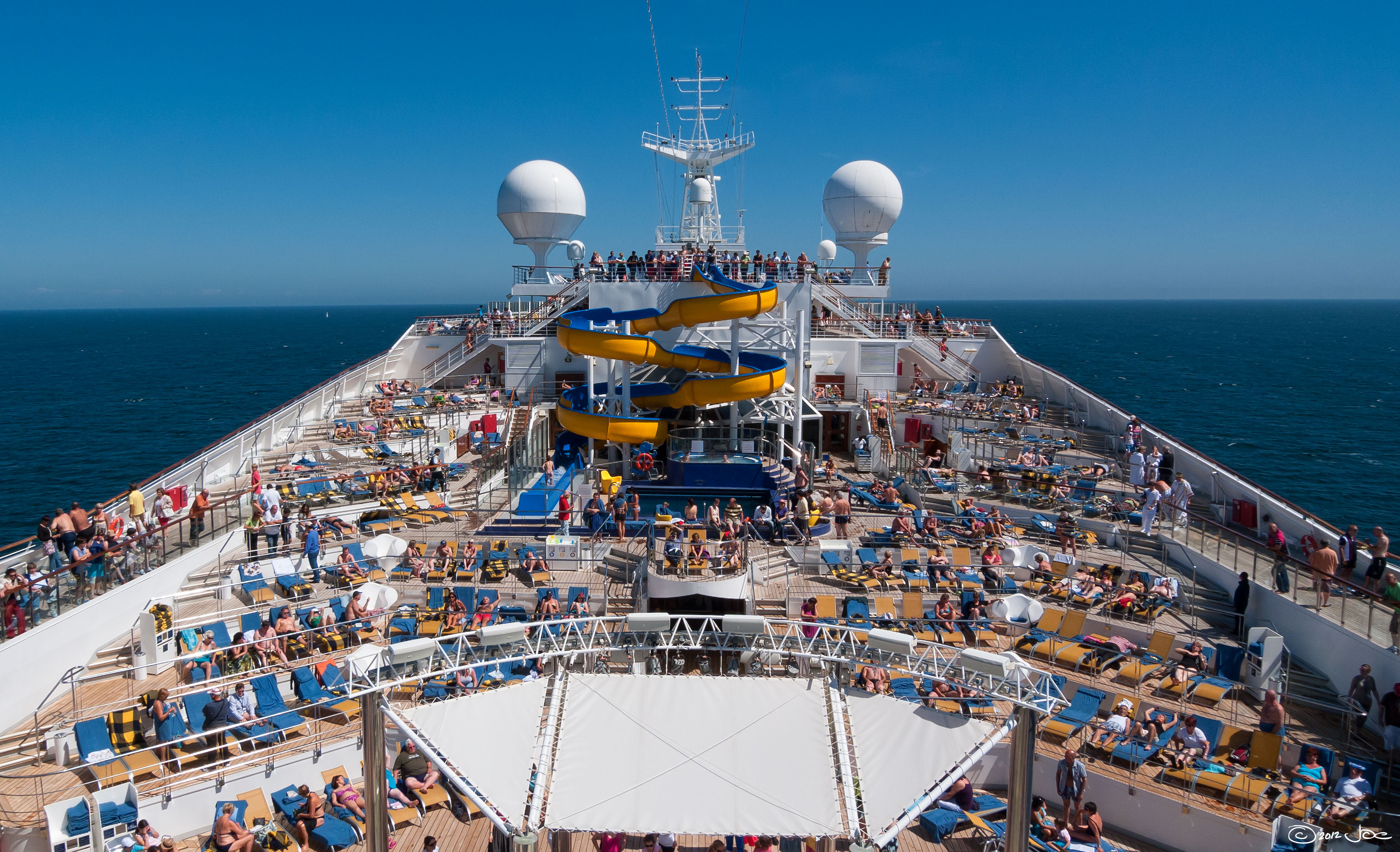
Butacas, piscina y tobogán en la cubierta del Costa Fortuna.

Los cruceros se organizan de forma muy parecida a como si fueran hoteles flotantes, con un completo personal de hospitalidad además de la tripulación habitual del barco. No es raro que los barcos más lujosos tengan más tripulación y personal que pasajeros.

### Comedor
En casi todos los cruceros, la cena está incluida en el precio. Tradicionalmente, los restaurantes de los barcos organizan dos servicios de cena al día, una temprana y otra tardía, y los pasajeros tienen asignado un horario fijo para todo el crucero; una tendencia reciente es permitir a los comensales cenar cuando quieran. Tener dos horarios de cena permite al barco disponer de tiempo y espacio suficientes para acomodar a todos sus huéspedes. Tener dos servicios de cena diferentes puede causar algunos conflictos con algunos de los eventos del barco (como espectáculos y actuaciones) para los comensales tardíos, pero este problema suele solucionarse haciendo que una versión más corta del evento tenga lugar antes de la cena tardía. Los barcos de Cunard Line mantienen la tradición de clase de los transatlánticos y tienen comedores separados para los distintos tipos de suites, mientras que Celebrity Cruises y Princess Cruises tienen un comedor estándar y restaurantes de especialidades "de categoría superior" que requieren reserva previa y pago de entrada. Muchos cruceros programan una o más noches de "cena formal". Los huéspedes visten "formalmente", según la definición del barco, a menudo con traje y corbata o incluso esmoquin para los hombres, y vestidos formales para las mujeres. El menú es más exclusivo de lo habitual.
Además del comedor, los cruceros modernos suelen tener uno o más restaurantes informales tipo bufé, que pueden estar abiertos las 24 horas y con menús que varían a lo largo del día para ofrecer comidas que van desde el desayuno hasta aperitivos por la noche. En los últimos años, las compañías de cruceros han empezado a incluir una amplia gama de restaurantes de temática étnica a bordo de cada buque. Los buques también cuentan con numerosos bares y discotecas para el entretenimiento de los pasajeros; la mayoría de las compañías de cruceros no incluyen las bebidas alcohólicas en sus tarifas y se espera que los pasajeros paguen por las bebidas a medida que las consumen. La mayoría de las compañías de cruceros prohíben a los pasajeros subir a bordo y consumir sus propias bebidas, incluido el alcohol. El alcohol comprado en tiendas libres de impuestos se precinta y se devuelve a los pasajeros al desembarcar.
Suele haber una cocina central encargada de servir a los principales restaurantes del barco, aunque los restaurantes especializados pueden tener sus propias cocinas separadas.
Como en cualquier buque, el aprovisionamiento adecuado es crucial, especialmente en un crucero que sirve varios miles de comidas en cada asiento. Por ejemplo, en el Royal Princess se requiere una cuasi "operación militar" para cargar y descargar a 3.600 pasajeros y ocho toneladas de comida al principio y al final de cada crucero.

### Instalaciones a bordo
Los cruceros modernos suelen tener a bordo algunas o todas las siguientes instalaciones:
- restaurante bufé
- sala de cartas
- Casino: solo abre cuando el barco está en el mar para evitar conflictos con las leyes locales.
- Instalaciones de cuidado infantil[41]
- Cine
- Clubs
- Gimnasio
- Bañera de hidromasaje
- Piscina interior y/o exterior con toboganes
- Enfermería y morgue[42]
- karaoke
- Biblioteca
- Salones
- Sala de observación
- Mesas de ping-pong
- Mesas de billar
- Tiendas: solo abren cuando el barco está en el mar para evitar licencias de comercialización e impuestos locales.
- Spa
- Salones para adolescentes
- Teatro con espectáculos al estilo de Broadway
- Algunos barcos tienen pistas de bolos, pistas de patinaje sobre hielo, paredes de escalada, simuladores de paracaidismo, campos de golf en miniatura, salas de juegos de video, tirolesas, simuladores de surf, toboganes de agua, canchas de baloncesto, canchas de tenis, cadenas de restaurantes, carreras de obstáculos con cuerdas e incluso montañas rusas.[43]

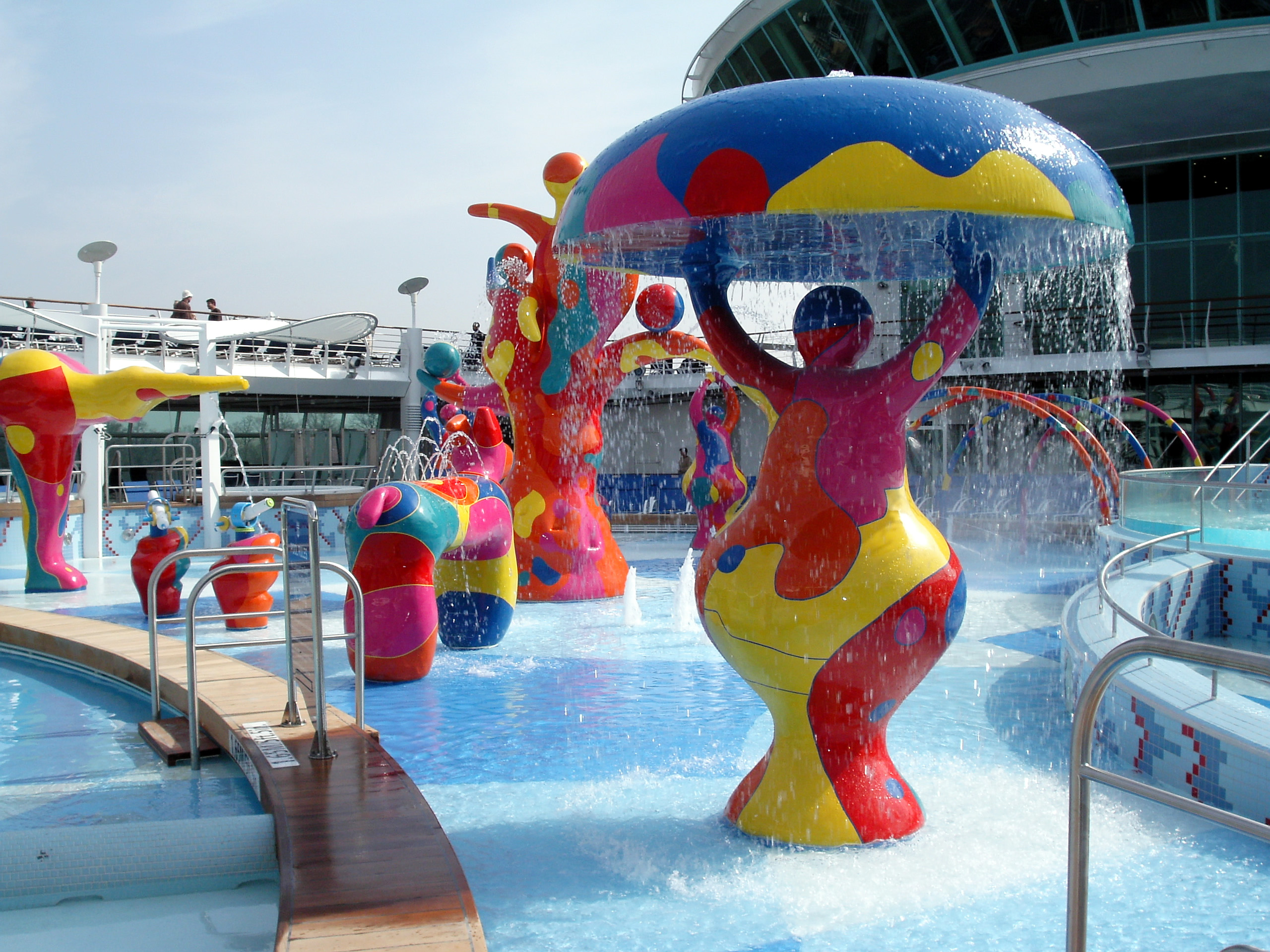
H2OZone a bordo del  Freedom of the Seas
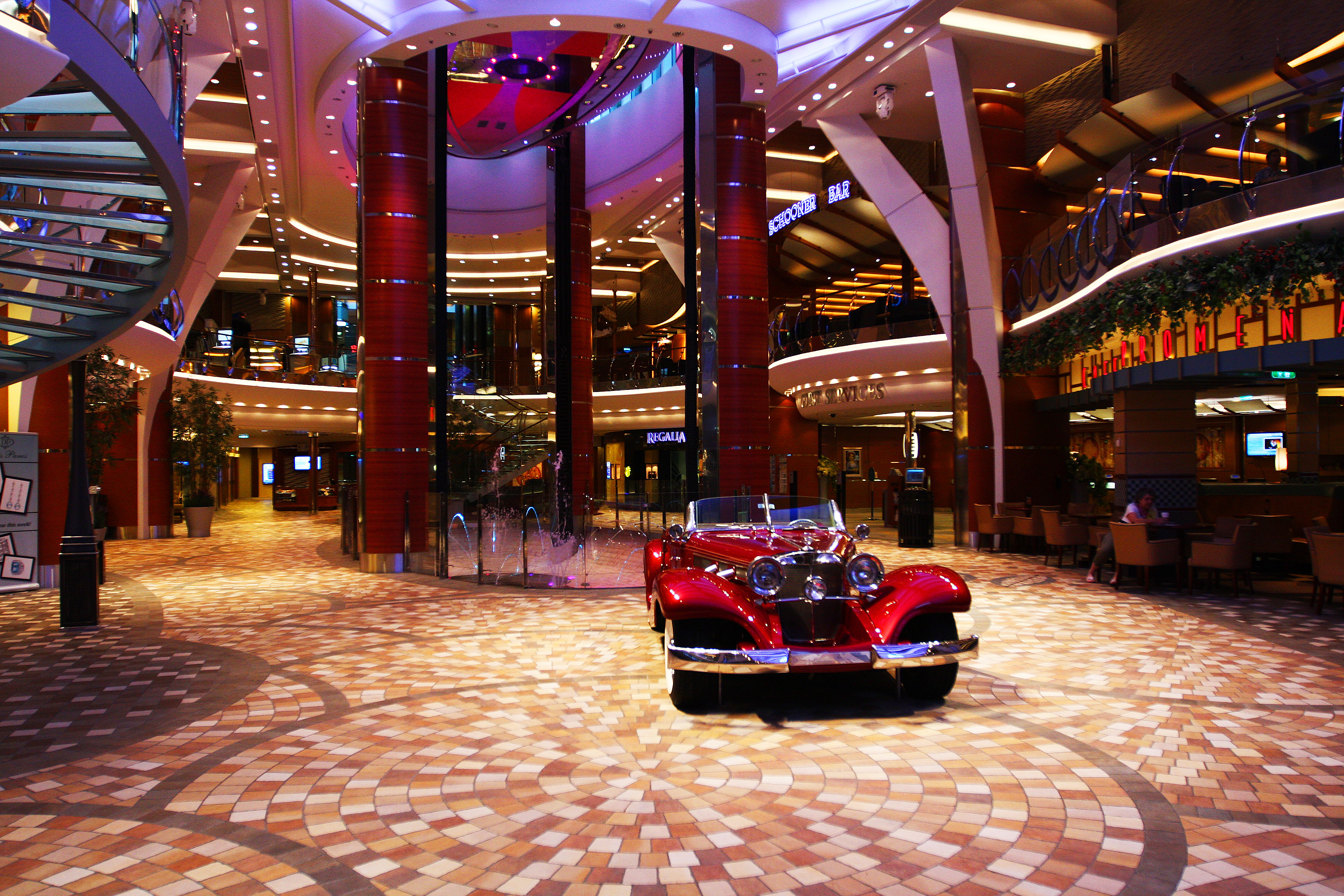
Hall en el  Allure of the Seas
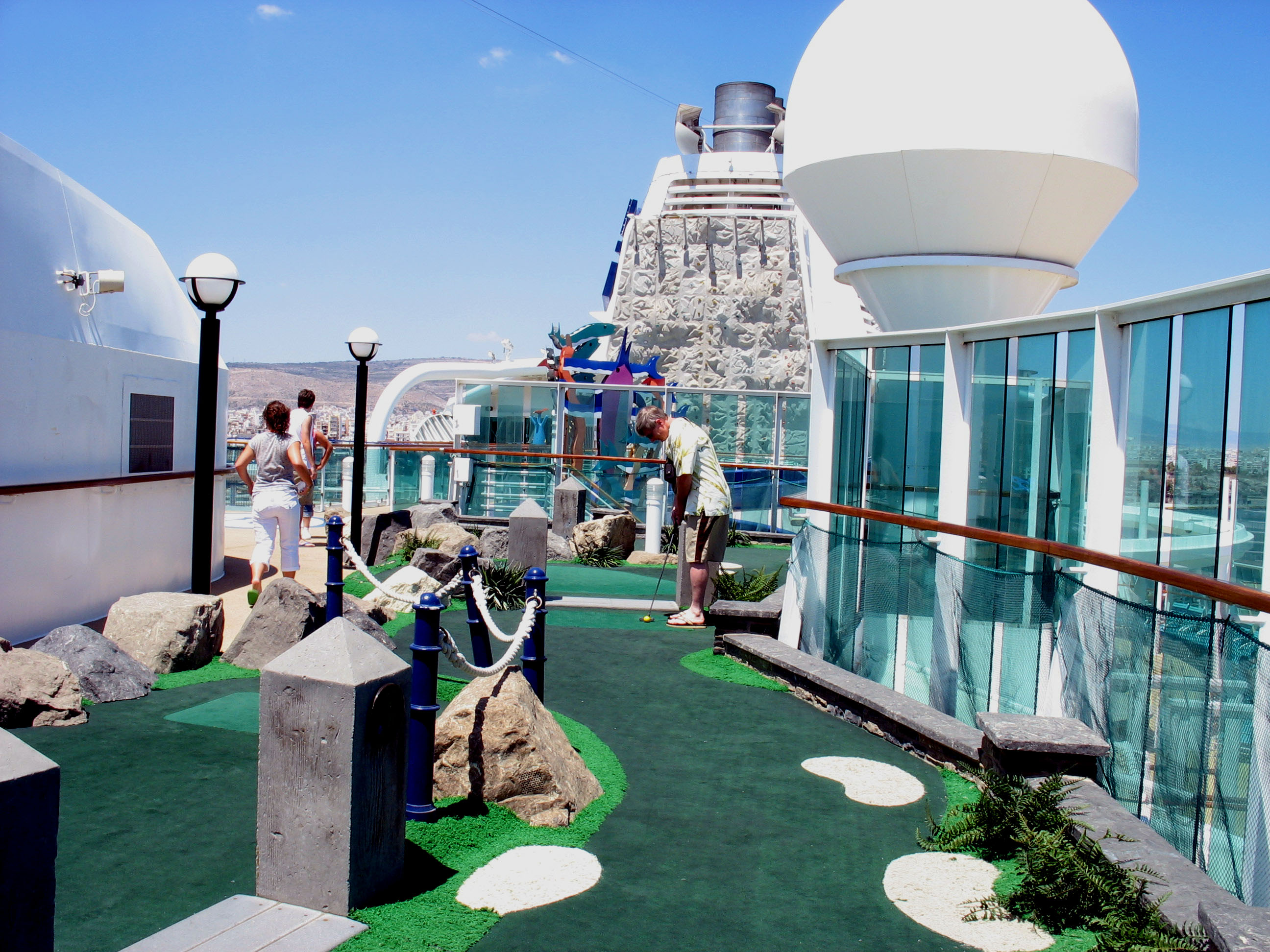
Campo de golf en el  Brilliance of the Seas
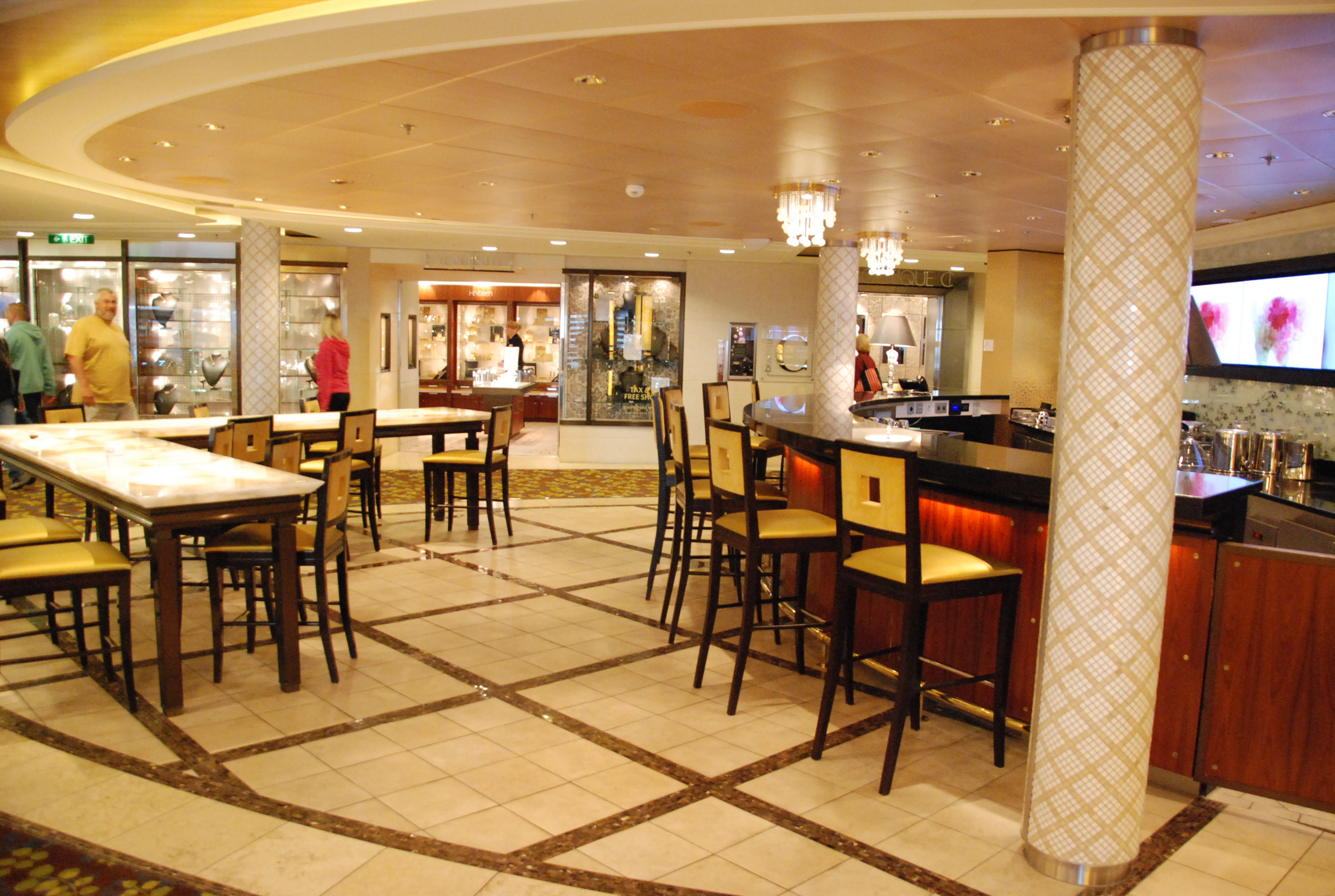
Bar en el Celebrity Equinox
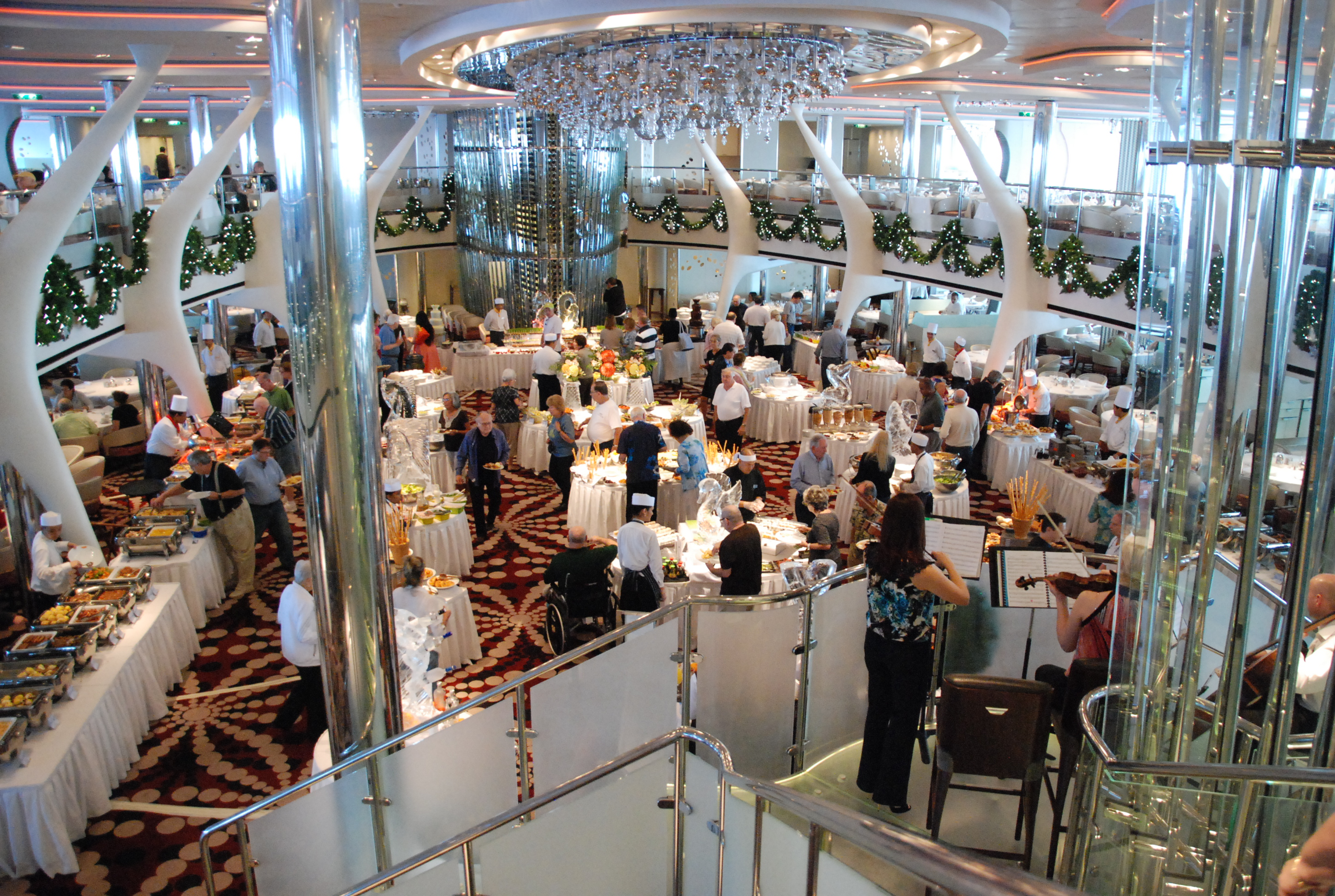
Comedor principal del Equinox
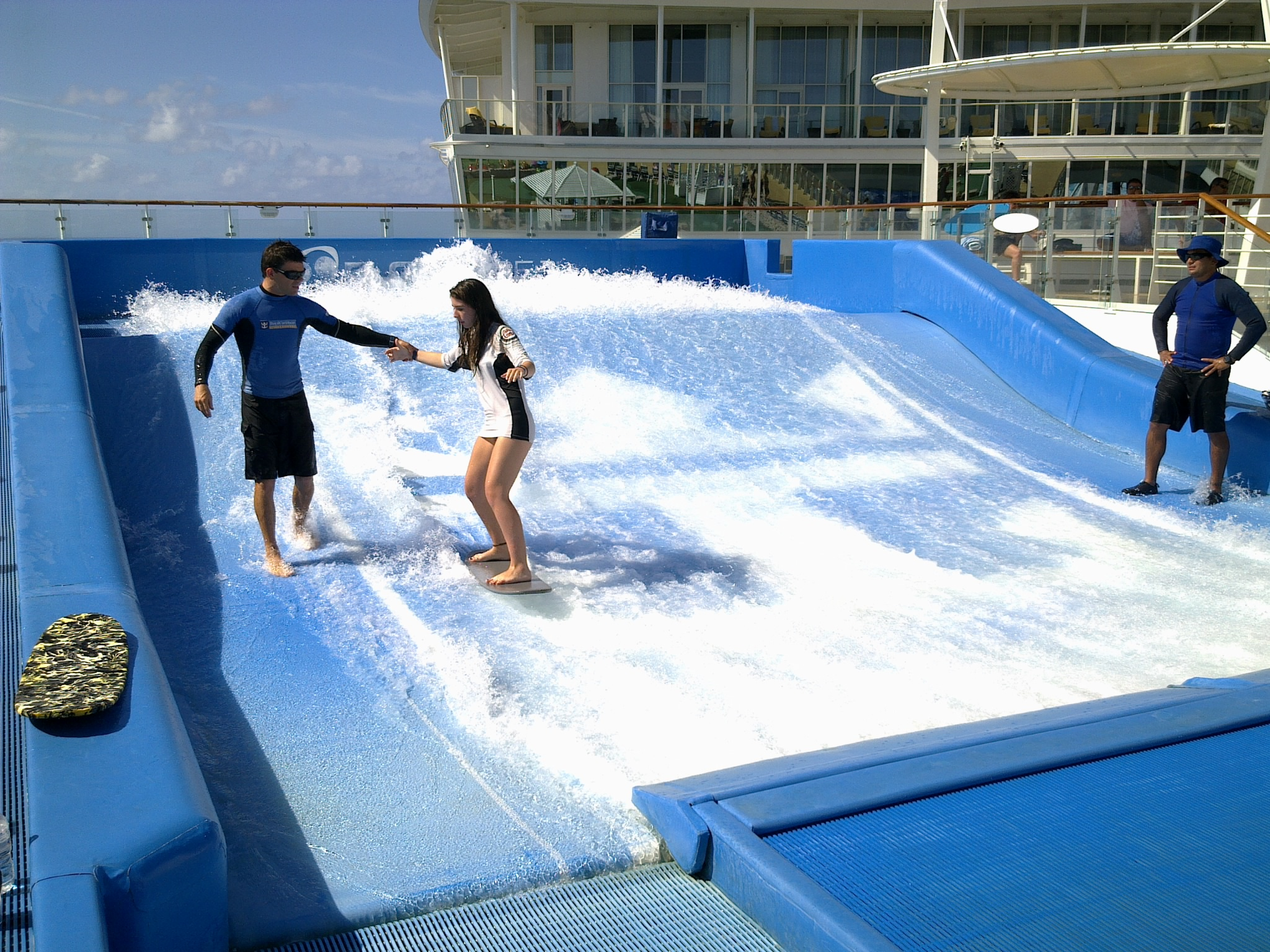
Simulador de surf en el  Oasis of the Seas
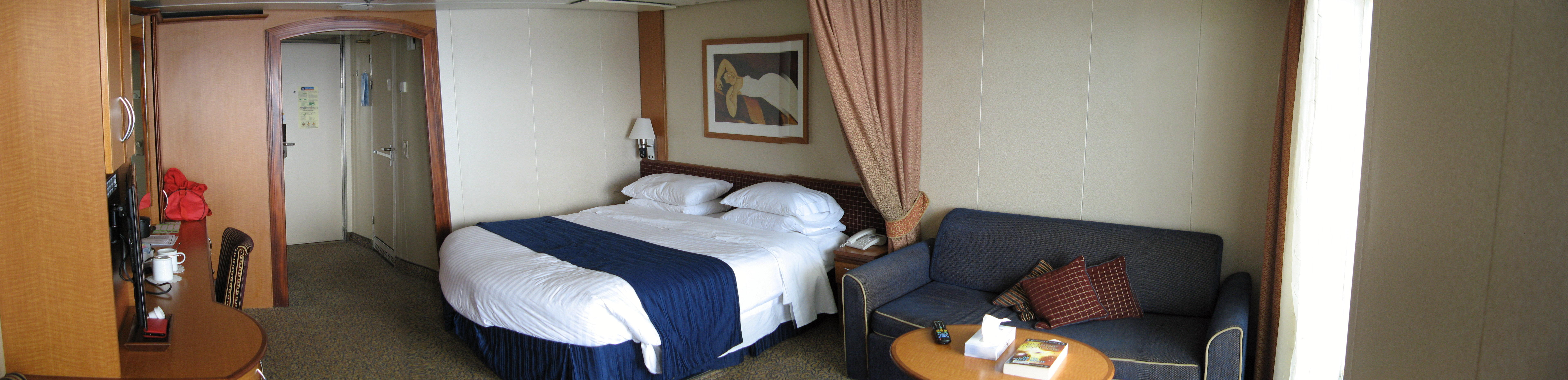
Una habitación en el Radiance of the Seas
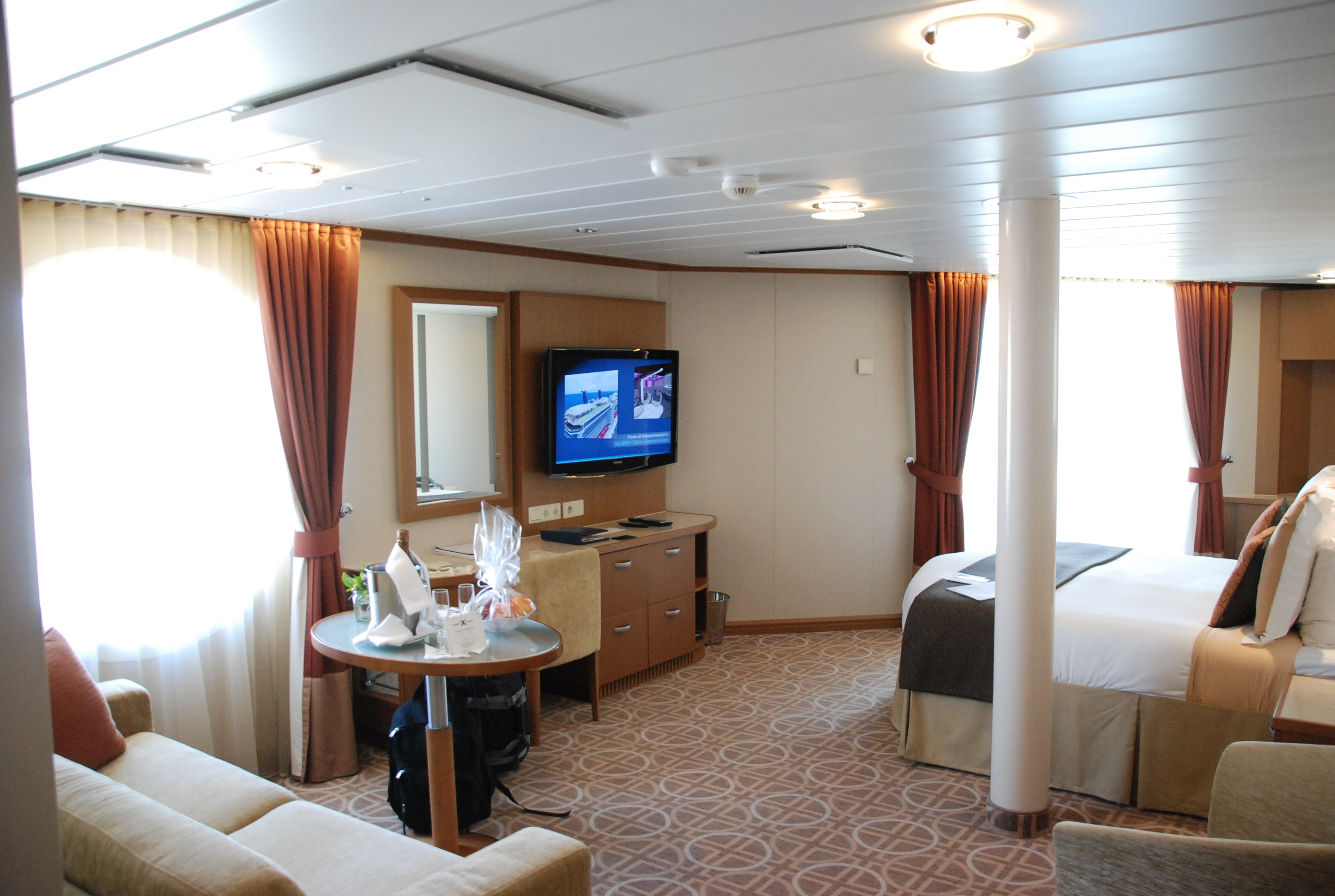
Una suite de lujo a bordo del  Celebrity Equinox

### Modelo de negocio
La mayoría de las líneas de cruceros desde la década de 2000 han fijado en cierta medida el precio de la experiencia de crucero a la carta, ya que el gasto de los pasajeros a bordo genera significativamente más que las ventas de boletos. El boleto del pasajero incluye el alojamiento en el camarote, el servicio de habitación, comidas ilimitadas en el comedor principal (o restaurante principal) y buffet, acceso a espectáculos y uso de las instalaciones de la piscina y el gimnasio, mientras que hay un cargo diario de propina para cubrir el servicio de limpieza y camareros. Sin embargo, hay cargos adicionales por alcohol y refrescos, fotos oficiales del crucero, acceso a Internet y wi-fi y restaurantes de especialidades. Las líneas de cruceros ganan significativamente con la venta de excursiones en tierra ofrecidas por contratistas locales; quedándose con el 50% o más de lo que los pasajeros gastan en estos recorridos. Además, los cruceros ganan comisiones significativas en las ventas de las tiendas en tierra que se promocionan a bordo como "preferidas" (hasta un 40% de las ventas brutas). Facilitando esta práctica están las modernas terminales de cruceros con establecimientos de tiendas libres de impuestos dentro de un perímetro accesible solo para pasajeros y no para los locales.  Los puertos de escala han orientado a menudo sus propios negocios e instalaciones a satisfacer las necesidades de los cruceros visitantes. En un caso, Icy Strait Point en Alaska, todo el destino fue creado explícitamente y exclusivamente para los visitantes de cruceros.
En los "cruceros a ninguna parte" o "viajes a ninguna parte", algunos cruceros realizan viajes de ida y vuelta de dos a tres noches sin visitar ningún puerto de escala.
El viaje de ida y vuelta al puerto de salida suele ser responsabilidad del pasajero, aunque la compra de un pase de traslado a la línea de cruceros para el viaje entre el aeropuerto y la terminal de cruceros garantizará que el barco no salga hasta que el pasajero esté a bordo. De manera similar, si el pasajero reserva una excursión en tierra con la línea de cruceros y la excursión se retrasa, el barco está obligado a permanecer hasta que el pasajero regrese.
Las líneas de cruceros de lujo como Regent Seven Seas Cruises y Crystal Cruises comercializan sus tarifas como "todo incluido". Por ejemplo, la tarifa base en los barcos de Regent Seven Seas incluye la mayoría de las bebidas alcohólicas a bordo del barco y la mayoría de las excursiones en tierra en los puertos de escala, así como todas las propinas que normalmente se pagarían al personal del hotel en el barco. La tarifa también puede incluir una estadía de una noche en un hotel antes de embarcar y el pasaje aéreo desde y hasta los puertos de origen y destino del crucero.
Muchas líneas de cruceros cuentan con programas de fidelización. A través de ellos y reservando billetes económicos, algunas personas han descubierto que es más barato vivir continuamente en cruceros que en tierra.

### Otros usos
Los cruceros y los antiguos transatlánticos a veces se utilizan en aplicaciones distintas a aquellas para las que fueron construidos. Debido a su menor velocidad y a su reducida navegabilidad, además de haber sido introducidos en gran medida después de varias guerras importantes, los cruceros también se han utilizado como buques de transporte de tropas. Por el contrario, los transatlánticos a menudo se consideraban el orgullo de su país y se utilizaban para rivalizar con los transatlánticos de otras naciones, y han sido requisados durante las dos guerras mundiales y la guerra de las Malvinas para transportar soldados y servir como barcos hospitales.
Durante los Juegos Olímpicos de Verano de 1992, once cruceros atracaron en el Puerto de Barcelona durante una media de 18 días, sirvieron como hoteles flotantes para ayudar a alojar la gran afluencia de visitantes a los Juegos. Estaban a disposición de los patrocinadores y acogían a 11.000 invitados al día, lo que la convierte en la segunda mayor concentración de alojamiento olímpico detrás de la Villa Olímpica. Esta solución de alojamiento se ha utilizado desde entonces en Juegos celebrados en ciudades costeras, como en Sídney 2000, Atenas 2004, Londres 2012, Sochi 2014, Río 2016 e iba a utilizarse en Tokio 2020.
Los cruceros se han utilizado para alojar a personas desplazadas durante huracanes. Por ejemplo, el 1 de septiembre de 2005, la Agencia Federal de Gestión de Emergencias (FEMA) de los Estados Unidos contrató tres barcos de Carnival Cruise Lines (Carnival Fantasy, el antiguo Carnival Holiday y Carnival Sensation) para albergar a los evacuados del huracán Katrina. En 2017, se utilizaron cruceros para ayudar a transportar a los residentes de algunas islas del mar Caribe destruidas por el huracán Irma, así como a los residentes de Puerto Rico desplazados por el huracán María.
Los cruceros también se han utilizado para evacuaciones. En 2010, en respuesta al cierre del espacio aéreo del Reino Unido debido a la erupción del volcán Eyjafjallajökull de 2010 de Islandia, el recién terminado Celebrity Eclipse se utilizó para rescatar a 2.000 turistas británicos varados en España como un acto de buena voluntad por parte de los propietarios. El barco partió de Southampton hacia Bilbao el 21 de abril y regresó el 23 de abril. Un crucero se mantuvo en espera en caso de que los habitantes de la Isla Canguro, en Australia, necesitaran evacuación en 2020 después de una serie de incendios que ardieron en la isla.

## Astilleros

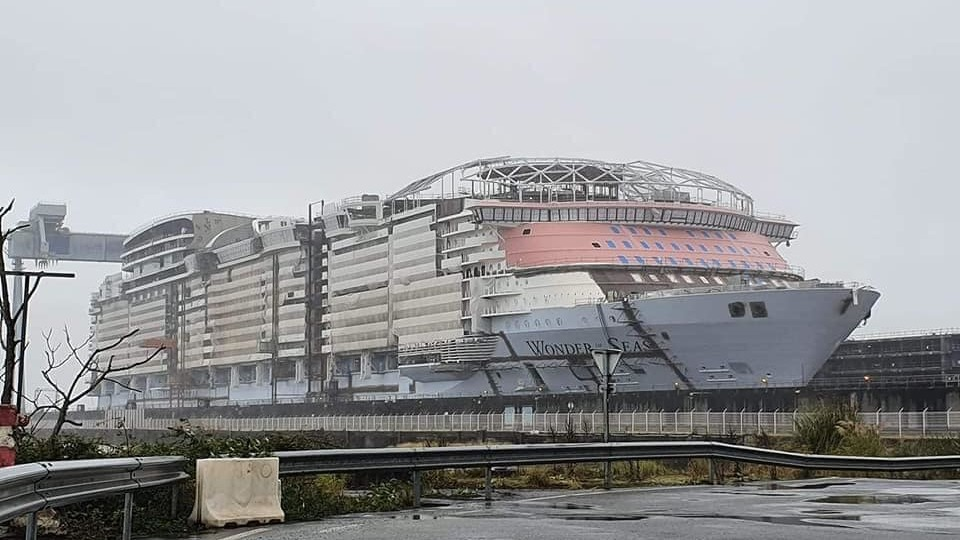
El Wonder of the Seas en construcción en los astilleros de Saint-Nazaire en 2020

El mercado de la construcción de cruceros está dominado por tres empresas europeas y una compañía asiática:
- Chantiers de l'Atlantique en Saint-Nazaire, Francia.
- Fincantieri de Italia con:
  - Astilleros de Ancona (ubicados en Ancona, Italia)
  - Astilleros de Marghera (ubicados en Marghera, Venecia, Italia)
  - Astilleros de Monfalcone (ubicados en Monfalcone, Gorizia, Italia)
  - Astilleros de Sestri Ponente[60] (ubicados en Génova, Italia)
  - Astilleros VARD Brăila (ubicados en Brăila, Rumania)
  - Astillero VARD Søviknes (ubicado en Noruega)
  - Astilleros VARD Tulcea (ubicados en Tulcea, Rumania)
- Meyer Werft de Alemania con dos astilleros:
  - Meyer Turku en el astillero Perno en Turku, Finlandia.
  - Meyer Werft de Alemania.
- Mitsubishi Heavy Industries de Japón.

Un gran número de cruceros han sido construidos por otros astilleros, pero ningún otro astillero individual ha alcanzado la gran cantidad de barcos construidos logrados por los cuatro de arriba.
En total, más de 42 barcos nuevos hasta el año 2015, lo que marca una tendencia creciente y de grandes expectativas entre las navieras. La construcción de dichos «resorts flotantes» se lleva a cabo en unos 2 años, muy lejos de los 5 que se tardaban a principios de los años 50 (excepto los yates). Su capacidad puede varias entre 30-6700 pasajeros, sin incluir la tripulación y oficiales aunque se pretenden crear auténticas «ciudades flotantes» con hasta casi 10.000 personas.
No obstante, se comienzan a diferenciar dos tipos de barcos:
- Gran tamaño: Grandes instalaciones, diversión, fitness y gran atención a bordo.

- Pequeño tamaño: Refinados, exclusivos, lujosos y atención personalizada.

## Seguridad y protección

### Piratería

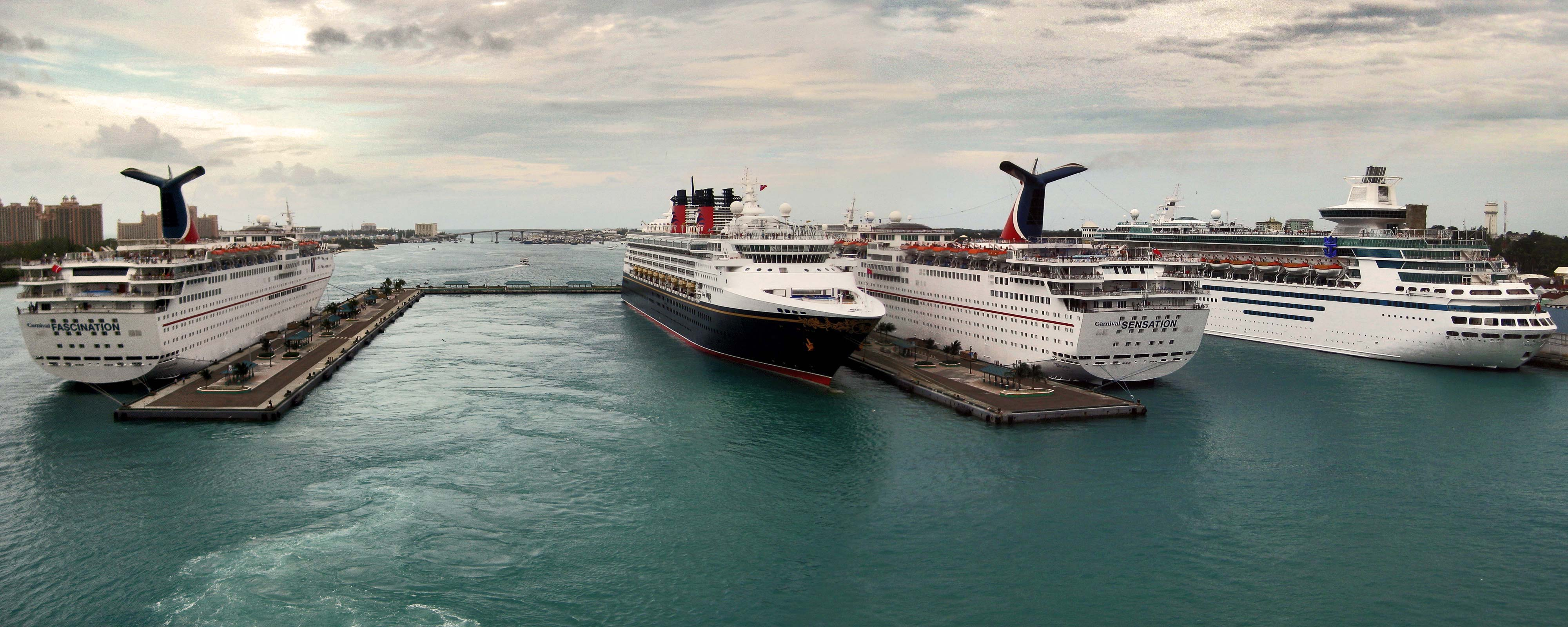
Cuatro cruceros atracados en el puerto de Nasáu, Bahamas, año 2008.

Dado que la mayoría de los pasajeros de un crucero son adinerados y tienen un potencial de rescate considerable, sin mencionar una cantidad considerable de dinero en efectivo y joyas a bordo (por ejemplo, en casinos y tiendas), ha habido varios ataques piratas de alto perfil en cruceros, como en el Seabourn Spirit y el MSC Melody.
Como resultado, los cruceros han implementado varias medidas de seguridad. Si bien la mayoría de las empresas de la marina mercante generalmente han evitado armar a la tripulación o a los guardias de seguridad por razones de seguridad, responsabilidad y conformidad con las leyes de los países donde atracan, los cruceros tienen armas pequeñas (generalmente pistolas semiautomáticas) almacenadas en una caja fuerte a la que solo pueden acceder los pasajeros. el capitán que los distribuye al personal autorizado como seguridad o el maestro de armas. Las mangueras contra incendios de alta presión del barco se pueden usar para mantener a raya a los abordadores y, a menudo, el propio barco se puede maniobrar para embestir a las embarcaciones piratas. Una tecnología reciente para disuadir a los piratas ha sido el LRAD o cañón sónico que se utilizó en la exitosa defensa del Seabourn Spirit.
Un riesgo relacionado es el del terrorismo, siendo el incidente más notable el del secuestro en 1985 del Achille Lauro, un crucero italiano.

### Crimen a bordo
Los pasajeros que ingresan al crucero son examinados por detectores de metales. Las máquinas de detección de explosivos utilizadas incluyen máquinas de rayos X y máquinas de portal de detección de rastros de explosivos (también conocidas como "máquinas globo"), para prevenir armas, drogas y otro contrabando a bordo. La seguridad se ha reforzado considerablemente desde los atentados del 11 de septiembre de 2001, por lo que estas medidas son similares a la seguridad de los aeropuertos.
Además de los puntos de control de seguridad, los pasajeros suelen recibir una tarjeta de identificación específica del barco, que deben mostrar para subir o bajar del barco. Esto evita el embarque de personas que no tienen derecho a hacerlo, y también asegura que la tripulación del barco sepa quién está en el barco. Las tarjetas de identificación de cruceros también se utilizan como llave de la habitación del pasajero. Las cámaras de circuito cerrado de televisión se montan con frecuencia en todo el barco.
En 2010, el Congreso de los Estados Unidos aprobó la Ley de Protección y Seguridad de los Buques de Cruceros después de numerosos incidentes de violencia sexual, desapariciones de pasajeros, agresiones físicas y otros delitos graves. El Congreso dijo:

Los pasajeros de cruceros tienen una apreciación inadecuada de su vulnerabilidad potencial al crimen durante los viajes por mar, y aquellos que pueden ser víctimas carecen de la información que necesitan para comprender sus derechos legales o saber a quién contactar para obtener ayuda inmediatamente después del crimen.

El Congreso dijo que tanto los pasajeros como la tripulación cometieron delitos. Dijo que faltaban datos sobre el problema porque las líneas de cruceros no los pusieron a disposición del público, varios países estaban involucrados en la investigación de incidentes en aguas internacionales y la policía no podía asegurar rápidamente las escenas del crimen. Recomendó a los propietarios de cruceros:
- instalar dispositivos acústicos de llamada y aviso capaces de trabajar a distancia.[71][72]
- instalar más cámaras de seguridad
- instalar mirillas en las puertas de las habitaciones de los pasajeros
- limitar el acceso a las habitaciones de los pasajeros para seleccionar al personal en momentos específicos

Después de investigar la muerte de Dianne Brimble en 2002, un médico forense en Australia recomendó:
- Los policías federales viajan en barcos para garantizar una respuesta rápida al crimen,
- escáneres y perros detectores de drogas controlan a los pasajeros y la tripulación en los puertos australianos,
- el fin de las superposiciones entre jurisdicciones, y
- las banderas de los barcos sean ignoradas por las naciones incapaces de investigar los incidentes a fondo y de manera competente.[73]

El grupo de cabildeo Asociación Internacional de Víctimas de Cruceros, con sede en Arizona, impulsa una mayor regulación de la industria de cruceros y apoya a las víctimas de delitos cometidos en cruceros.

### Ahogamientos por la borda
Los pasajeros y la tripulación a veces se ahogan después de caer por la borda en lo que la industria llama incidentes de hombre al agua (MOB). Desde el año 2000, más de 300 personas se han caído de cruceros o transbordadores grandes, lo que representa un promedio de 1,5 personas cada mes. De ellos, solo entre el 17 y el 25 por ciento fueron rescatados. Los críticos de la industria culpan a la promoción del alcohol de muchas muertes de pasajeros y las malas condiciones laborales de los suicidios de la tripulación. También señalan la falta de inversión en los últimos sensores MOB, la falta de regulación y protección del consumidor, y la falta de servicios de asesoramiento a bordo para la tripulación. La industria culpa al comportamiento irresponsable de los pasajeros y dice que los sensores por la borda no son confiables y generan falsas alarmas.
El abogado marítimo Jim Walker estima que aproximadamente la mitad de todas las desapariciones en el mar involucran algún factor de juego sucio, y que la falta de jurisdicción policial en aguas internacionales permite que los depredadores sexuales queden impunes.

### Estabilidad

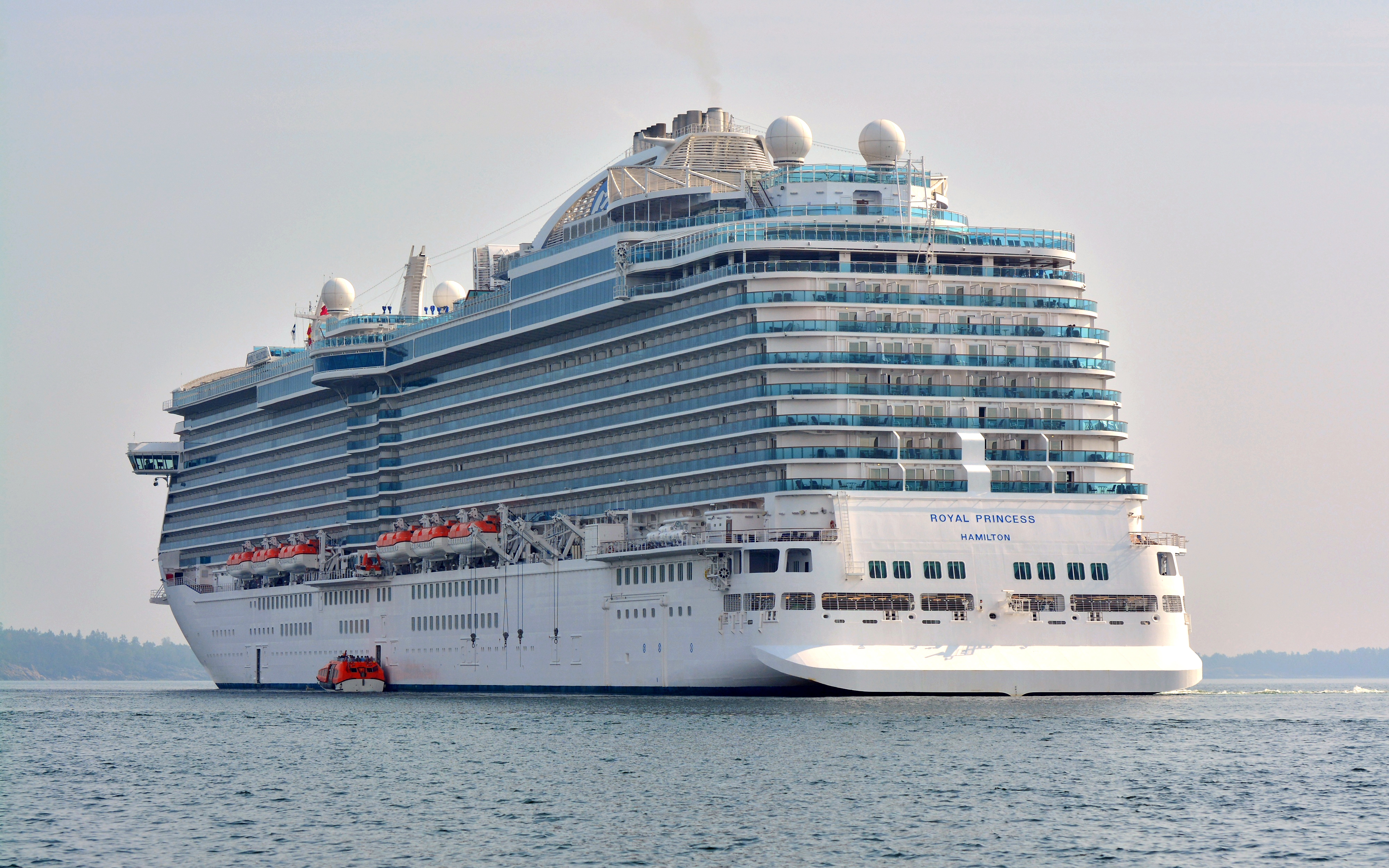
Vista de popa del Royal Princess

Los cruceros modernos son altos pero se mantienen estables debido a su centro de gravedad relativamente bajo. Esto se debe a los grandes espacios abiertos y al uso extensivo de aluminio, acero de alta resistencia y otros materiales livianos en las partes superiores, y al hecho de que los componentes más pesados (motores, hélices, tanques de combustible y demás) están ubicados en la parte inferior del casco. Por lo tanto, a pesar de que los cruceros modernos pueden parecer altos, la distribución adecuada del peso garantiza que no sean demasiado pesados. Además, los grandes cruceros suelen ser muy anchos, lo que aumenta considerablemente su estabilidad inicial al aumentar la altura metacéntrica.
Aunque la mayoría de los barcos de pasajeros utilizan estabilizadores para reducir el balanceo en mal tiempo, solo se utilizan para la comodidad de la tripulación y los pasajeros y no contribuyen a la estabilidad intacta general del barco. Los barcos deben cumplir con todos los requisitos de estabilidad incluso con las aletas estabilizadoras retraídas.
Según el Washington Post, un estudio reciente del consultor económico GP Wild, encargado por el grupo comercial de la industria de cruceros y publicado en marzo de 2019, argumentó que los cruceros se están volviendo más seguros con el tiempo. El estudio afirma que, incluso cuando la capacidad aumentó un 55 % entre 2009 y 2018, la cantidad de "incidentes operativos" en general disminuyó un 37 % y la tasa de casos de hombre al agua se redujo un 35 %.

### Enfermedad

#### Norovirus
El norovirus es un virus que comúnmente causa gastroenteritis en los países desarrollados, y también es una causa de gastroenteritis en los cruceros. Por lo general, se transmite de persona a persona. Los síntomas suelen durar entre 1 y 3 días y, por lo general, se resuelven sin tratamiento ni consecuencias a largo plazo. El período de incubación del virus tiene un promedio de 24 horas.
A menudo se percibe que los brotes de norovirus están asociados con los cruceros. Según los CDC de los Estados Unidos, los factores que hacen que el norovirus se asocie con los cruceros incluyen el seguimiento más cercano y la notificación más rápida de enfermedades en los cruceros en comparación con las que se encuentran en tierra; las viviendas más cercanas que aumentan la cantidad de contacto interpersonal; así como la rotación de pasajeros que pueden traer los virus a bordo.
Sin embargo, la probabilidad estimada de contraer gastroenteritis por cualquier causa en un crucero promedio de 7 días es inferior al 1 %. En 2009, durante el cual más de 13 millones de personas tomaron un crucero, hubo nueve brotes de norovirus informados en cruceros. Las investigaciones de brotes realizadas por los Centros para el Control y la Prevención de Enfermedades (CDC) de los Estados Unidos han demostrado que la transmisión entre los pasajeros de cruceros es principalmente de persona a persona; los suministros de agua potable no han sido implicados. En un estudio publicado en el Journal of the American Medical Association, los CDC informaron que, "las percepciones de que los cruceros pueden ser un caldo de cultivo de lujo para los brotes de gastroenteritis aguda no se sostienen. Un informe reciente de los CDC mostró que entre 2008 y 2014, solo el 0,18 % de más de 73 millones de pasajeros de cruceros y el 0,15 % de unos 28 millones de miembros de la tripulación reportaron síntomas de la enfermedad".
Los barcos atracados en el puerto se someten a inspecciones sanitarias sorpresa. En 2009, los barcos que se sometieron a inspecciones no anunciadas por parte de los CDC recibieron un puntaje promedio del Programa de saneamiento de embarcaciones de los CDC de aproximadamente 97 de un total de 100 puntos posibles. El puntaje mínimo de aprobación de la inspección es 85. La colaboración con el Programa de Saneamiento de Embarcaciones de los CDC y el desarrollo de Planes de Respuesta y Prevención de Brotes han sido reconocidos en la disminución de la incidencia de brotes de norovirus en los barcos.

#### Legionella
Otros patógenos que pueden colonizar piscinas y spas, incluidos los de los cruceros, incluyen Legionella, la bacteria que causa la enfermedad de la Legionella, y en particular la cepa más virulenta, Legionella pneumophila serogrupo 1, puede causar infecciones cuando se inhala en forma de aerosol o se aspira. Las personas inmunocomprometidas y aquellas con enfermedades respiratorias y cardíacas crónicas preexistentes son más susceptibles. La Legionella se ha asociado con poca frecuencia con los cruceros.

#### Escherichia coli enterotoxigénica (ETEC)
Escherichia coli enterotoxigénica es una forma de E. coli y la principal causa bacteriana de diarrea en el mundo en desarrollo, así como la causa más común de diarrea para los viajeros a esas áreas. Desde 2008, se ha informado al menos un incidente cada año de E. coli en cruceros internacionales notificados al Programa de Saneamiento de Embarcaciones de los Centros para el Control de Enfermedades, aunque no hubo ninguno en 2015. Causas de E. coli incluyen el consumo de alimentos contaminados o agua contaminada por desechos humanos.

#### COVID-19
Los medios de comunicación informaron varios casos y casos sospechosos de la enfermedad por COVID-19 asociados con cruceros a principios de 2020. Las autoridades rechazaron los barcos o los pusieron en cuarentena. Los operadores de cruceros cancelaron algunas visitas a puertos y finalmente suspendieron las operaciones de cruceros globales. Las personas a bordo de los cruceros desempeñaron un papel en la propagación de la enfermedad en algunos países.

## Impacto ambiental

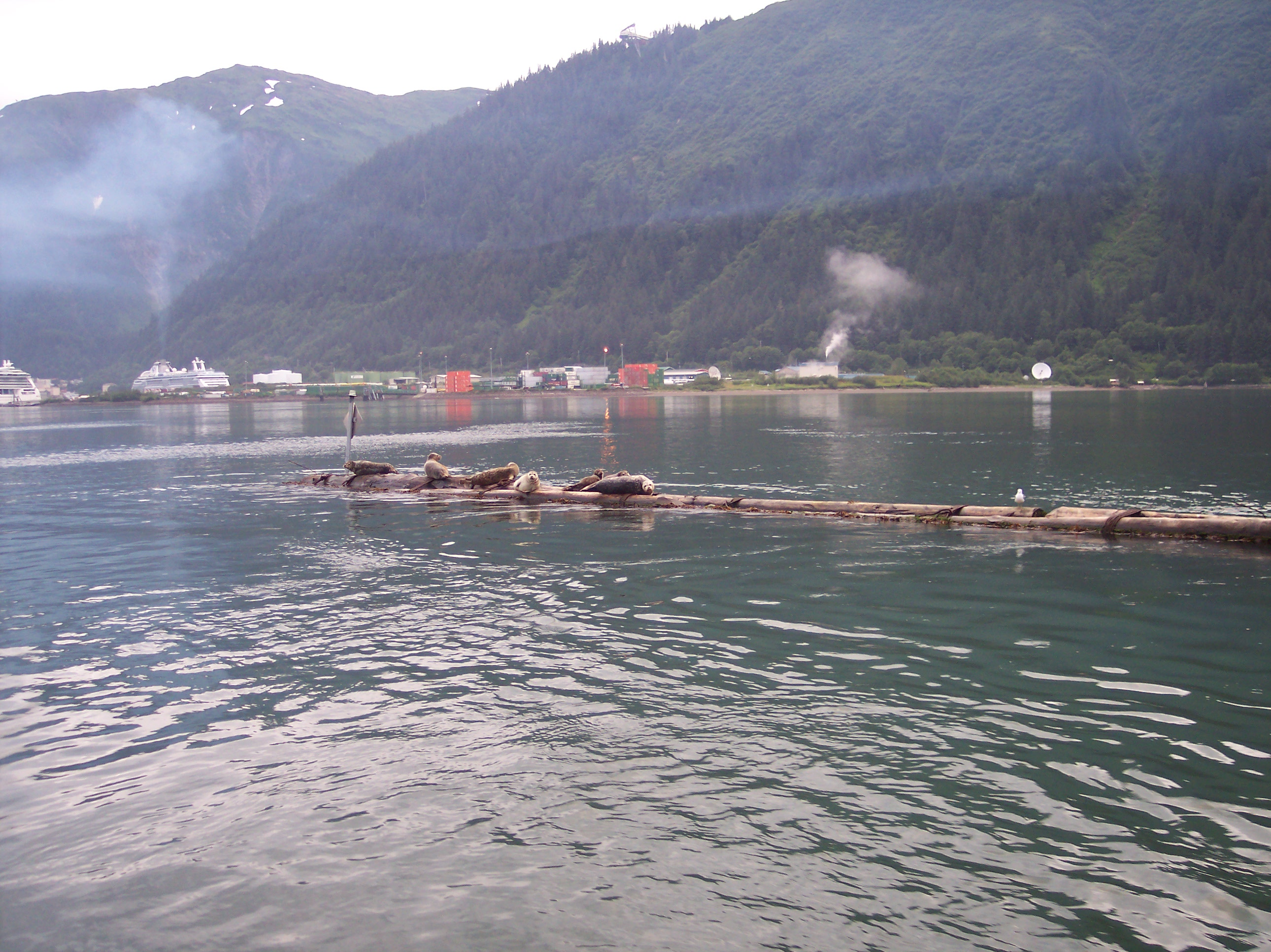
Humo diésel de cruceros en Juneau, Alaska. En primer plano están las focas de puerto flotando en el rompeolas de Douglas.

Los cruceros generan una serie de flujos de desechos que pueden dar lugar a descargas en el medio ambiente marino, incluidas aguas residuales, aguas grises, desechos peligrosos, aguas de sentina aceitosas, agua de lastre y desechos sólidos. También emiten contaminantes atmosféricos al aire y al agua. Estos desechos, si no se tratan y eliminan adecuadamente, pueden ser una fuente importante de patógenos, nutrientes y sustancias tóxicas con el potencial de amenazar la salud humana y dañar la vida acuática.
La mayoría de los cruceros funcionan (principalmente) con fueloil pesado (HFO) o "combustible de búnker" que, debido a su alto contenido de azufre, produce emisiones de dióxido de azufre peores que las del tráfico por carretera equivalente. El acuerdo internacional MARPOL IV-14 para áreas de control de emisiones de azufre exige que los cruceros utilicen combustible que no contenga más de un 0,10 % de azufre o utilicen depuradores de gases de escape para reducir las emisiones de óxido de azufre a un nivel no peor que el de un motor que funcione con < Combustible con 0,1% de azufre. Los cruceros pueden utilizar el 60 por ciento de la energía del combustible para la propulsión y el 40 por ciento para las funciones del hotel, pero las cargas y la distribución dependen en gran medida de las condiciones.
Se ha afirmado que la contaminación del aire procedente del transporte marítimo, incluidos los cruceros, es responsable de 50 000 muertes al año en Europa.
Algunas líneas de cruceros, como Cunard, están tomando medidas para reducir el impacto ambiental evitando las descargas (el Queen Mary 2 tiene una política de descarga cero) y reduciendo su producción de dióxido de carbono cada año.
Los cruceros requieren energía eléctrica, normalmente provista por generadores diésel, aunque un número cada vez mayor de barcos nuevos funcionan con gas natural licuado (GNL). Cuando están atracados, los barcos deben hacer funcionar sus generadores continuamente para alimentar las instalaciones a bordo, a menos que sean capaces de usar energía en tierra, donde esté disponible. Algunos cruceros ya admiten el uso de energía desde tierra , mientras que otros se están adaptando para hacerlo.

## Cruceros hundidos
- MV Bianca C.: se incendió y se hundió el 24 de octubre de 1961, un muerto.
- MS Prinsendam: se incendió y se hundió el 11 de octubre de 1980, sin víctimas mortales.
- MS Mijaíl Lermontov: chocó accidentalmente contra unas rocas y naufragó el 16 de febrero de 1986, un muerto.
- MV Jupiter: se hundió el 21 de octubre de 1988 tras chocar accidentalmente contra el carguero Adige, 4 muertos.
- MTS Oceanos: hundido accidentalmente el 4 de agosto de 1991 tras sufrir una inundación descontrolada, sin víctimas mortales.
- MS Achille Lauro: se incendió y hundió el 30 de noviembre de 1994, 2 muertos.
- SS Galileo Galilei: se incendió y hundió el 21 de mayo de 1999, sin víctimas mortales.
- MS World Discoverer: chocó accidentalmente contra un arrecife y naufragó el 30 de abril de 2000, sin víctimas mortales.
- SS Monterey: se hundió camino del desguace el 21 de octubre de 2000, sin víctimas mortales.
- SS Federico C.: se hundió el 17 de diciembre de 2000 por un posible sabotaje, sin víctimas mortales.
- M/S Sea Diamond: chocó accidentalmente contra un arrecife y naufragó el 6 de abril de 2007, 2 muertos.
- MS Explorer: hundido accidentalmente el 23 de noviembre de 2007 tras chocar contra un iceberg, sin víctimas mortales.
- Costa Concordia: se hundió accidentalmente el 13 de enero de 2012 tras chocar contra unas rocas, 32 muertos.
- Dongfang zhi Xing: un crucero fluvial, volcó por una tormenta el 1 de junio de 2015, muriendo 442 personas.
- Hableány: un crucero fluvial, se hundió el 29 de mayo de 2019 tras chocar accidentalmente contra el crucero fluvial Viking Sigyn, 27 muertos.